# Морозов, Николай Александрович
Никола́й Алекса́ндрович Моро́зов (25 июня (7 июля) 1854 — 30 июля 1946) — деятель русского революционного движения (народник, народоволец), популяризатор науки, литератор (мемуарист и поэт).
Являлся внебрачным сыном мологского помещика П. А. Щепочкина и дочери кузнеца, носил фамилию матери. Получил систематическое образование в объёме пяти классов Второй московской гимназии. В гимназические годы стал членом кружка «чайковцев» и последовательно участвовал в деятельности «Земли и воли», исполкома «Народной воли». Во время пребывания у народовольцев активно занимался теоретическим осмыслением политического террора, опубликовав брошюру «Террористическая борьба» (1880). Николай Морозов аналитически описал ход и дальнейшее развитие революционного движения в России, причём его прогнозы оказались верными, а влияние тезисов о перманентном терроре как регуляторе действий царского режима ощущалось в эсеровской среде даже в начале XX века. В 1882 году на «Процессе двадцати» Морозов был приговорён к бессрочной каторге, до 1905 года находился в заключении в Петропавловской и Шлиссельбургской крепостях. В общей сложности провёл в царских тюрьмах около тридцати лет, двадцать пять из которых — в непрерывном заключении. Последний раз получил год тюрьмы в 1912 году за книгу стихов. После освобождения и вплоть до революции 1917 года наиболее близки изменившимся взглядам Морозова были программные положения партии кадетов. В советское время он так и не вступил в ряды ВКП(б).
Морозов ещё в юности увлекался естественными науками и впоследствии сам создал большое число трудов в различных областях естественных и общественных наук. После освобождения в 1905 году активно публиковался в разных периодических изданиях, начиная с 1907 года во множестве издавал научно-популярные труды в области физики, химии и астрономии. Критики характеризовали их как дилетантские. Морозов опубликовал также три больших сочинения на стыке предметных областей истории культуры и естествознания: «Откровение в грозе и буре» (1907), «Пророки» (1914) и 7-томный «Христос» (1924—1932), в которых попытался представить библейские тексты как отражение реальных астрономических наблюдений раннесредневековых астрономов-христиан и сформулировал теорию тотальной фальсификации человеческой истории («античность — это средневековье»), впоследствии сильно повлиявшую на идеи представителей «Новой хронологии». Мемуарные книги и революционная поэзия Морозова пользовались некоторой известностью в начале XX века, вызывая сочувственное отношение Л. Толстого, В. Брюсова и обэриутов, и резко отрицательное — А. Блока, Н. Гумилёва и В. Розанова.
Действительный член Русского физико-химического общества, Русского астрономического общества и почётный член Московского общества любителей естествознания. В 1908 году избран действительным членом Французского астрономического общества. В 1910—1932 годах бессменный председатель Русского общества любителей мироведения. C 1918 года — директор Государственного естественно-научного института им. П. Ф. Лесгафта, научную станцию которого разместил в собственном имении Борок. В 1932 году был удостоен звания почётного члена АН СССР, в 1934 году — звания заслуженного деятеля науки. В честь 85-летия награждён орденом Трудового Красного Знамени (1939). Дважды кавалер ордена Ленина (1944 и 1945).
После кончины Морозова (похороненного в родном имении, где ему был поставлен памятник и устроен музей) сложился своеобразный миф об учёном-революционере, который внёс вклад в самые разные области науки. В известной степени миф о Н. А. Морозове продолжает существовать и в XXI веке. Его именем названы посёлок имени Морозова (1922) и астероид 1210 (Морозовия, 1931), а также кратер на обратной стороне Луны (Морозов, 1970).

## Биография

### Происхождение. Ранние годы (1854—1868)

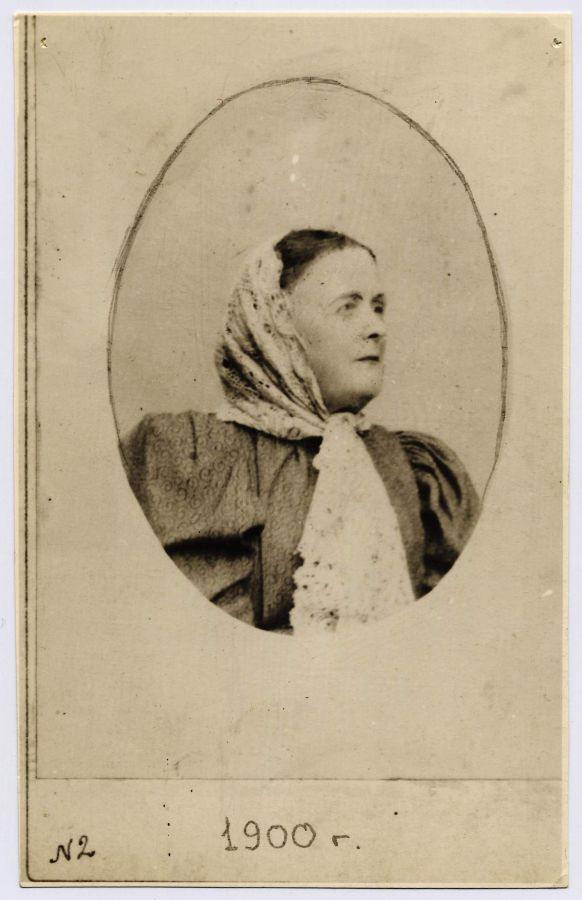
Анна Васильевна Морозова — мать. Фото около 1900 года

В своих мемуарах Николай Морозов со ссылкой на рассказ отца утверждал, что его прадед Пётр Григорьевич был черкесского происхождения, и «Щепочкин» было переделкой кавказской фамилии. Прадед Николая Морозова — Егор Алексеевич Щепочкин (1772—1829) — происходил из солдатских детей и на военной службе выслужил потомственное дворянство; он находился в родстве с Петром Великим по линии Нарышкиных. В 1817 году против него было возбуждено уголовное дело из-за числящейся за ним задолженности в 50 000 рублей. Это произошло из-за погашения кредитов, взятых в государственном Заёмном банке с целью перестройки усадебного дома и парка в имении Борок. Огромные долги и судебные издержки стали причиной и его преждевременной кончины. Дед — Алексей Петрович Щепочкин, занимавший пост уездного предводителя дворянства, погиб 21 сентября 1840 года вместе с женой при трагических обстоятельствах. В докладе, представленном императору Николаю I, сообщалось, что дворовые взорвали барский дом, заложив пороховой заряд в печку.

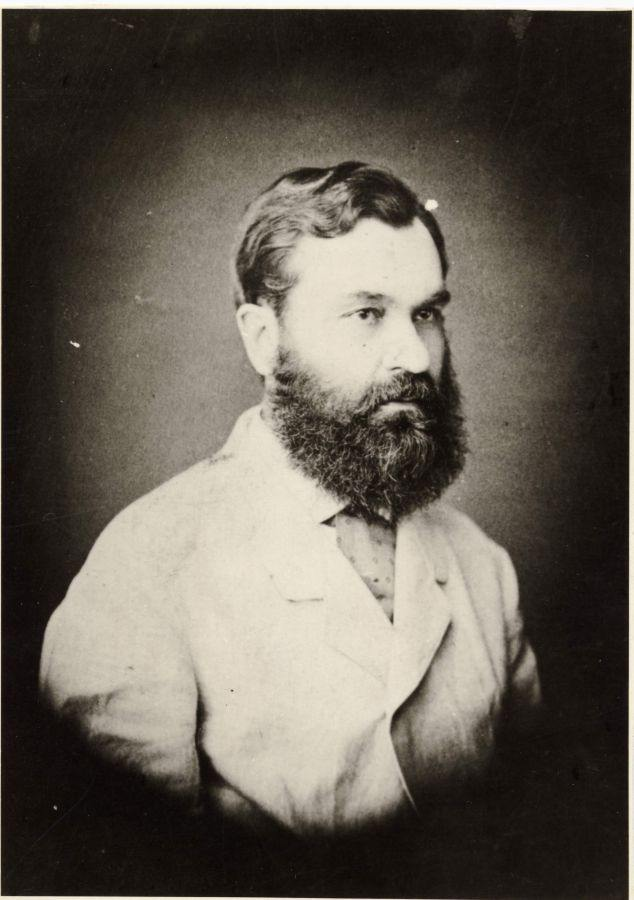
Пётр Алексеевич Щепочкин — отец

Отец, Пётр Алексеевич Щепочкин (1832—1886), оставшись в восемь лет сиротой, окончил кадетский корпус, но не сумел построить военную карьеру. Увлекаясь всю жизнь лошадьми, со временем он обустроил в имении доходный конный завод, вступил в Петербургское беговое общество и к концу жизни располагал миллионным состоянием. Имение Борок Мологского уезда Ярославской губернии находилось в трёх верстах от Волги, на её правом берегу. Оно считалось одним из самых процветающих и богатых имений в уезде. Деревня исторически входила в округу села Верхне-Никульского, которая с XVI века была вотчиной княжеского рода Солнцевых. После их разорения в конце XVIII века земли Борка перешли во владение Голицыных и Мусиных-Пушкиных. В автобиографии Н. А. Морозова фамилия Щепочкиных не упоминается, как и имена родителей, но был помещён портрет П. А. Щепочкина (атрибуция которого была дана в примечании). Не упомянуто даже имя матери, мельком указаны лишь отчество и девичья фамилия. По воспоминаниям самого Морозова, его отец отличался ярким умом и сильной волей. Взгляды его были противоречивы: будучи англоманом-конституционалистом (хотя и уважавшим Петра Первого), Пётр Щепочкин выступал против крестьянской реформы 1861 года, и, в особенности, против наделения крестьян землёй.
Спутницей жизни Петра стала 16-летняя дочь образованного и богатого крестьянина одного из новгородских имений — Анна Васильевна Плаксина. Она училась грамоте у отца-кузнеца и приятельниц — дочерей священника, обладала художественным вкусом и даже читала наизусть поэзию Пушкина, Крылова и Лермонтова. Пётр Щепочкин даровал Анне вольную, записав её мещанкой города Мологи и переменив фамилию на Морозова; она заняла должность экономки в имении. Первенец Николай родился 8 июля 1854 года и также был записан мещанином города Мологи под фамилией матери; отчество он получил от восприемника — местного помещика Александра Ивановича Радожицкого.
Детство и юность Николая Морозова прошли в материальном достатке. Отец, разделяя все предрассудки своего сословия, так и не узаконил положение Анны Васильевны, несмотря на рождение семерых детей. Дети жили в отдельном флигеле. Очень рано проявилось главное качество характера Морозова — воля. Запуганный россказнями няньки Татьяны Николай, испытывая себя, тайно ночевал один в парке или пробирался ночью к дальнему озеру, чтобы убедиться в существовании русалок и привидений. Отец Николая не отличался религиозностью, и Николай, соответственно, тоже: однажды он совершил поступок в духе «шестидесятников», выбросив из окна икону. В 1865 году П. Щепочкиным было написано завещание, по которому всё его состояние делилось на две равные части: первая половина предназначалась двум сыновьям, вторая — пяти дочерям. Начальное образование Николай получил у матери, а отец позволял свободно пользоваться богатой усадебной библиотекой, в которой имелась, например, «Астрономия» Перевощикова. Дальнейшее обучение подростка проходило под началом гувернёра-француза Н. К. Мореля, увлекавшегося естествознанием.

### Гимназия. Определение призвания (1868—1874)

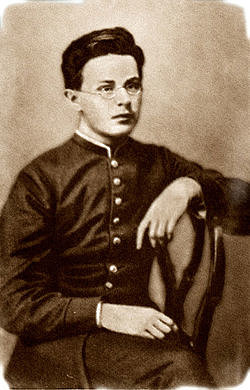
Гимназист Николай Морозов

Поскольку Николай рано проявил большие способности к науке, Пётр Алексеевич решил готовить его к карьере учёного. Предполагалось, что Николай будет посещать Вторую московскую гимназию, живя в доме Мореля. В дальнейшем планировалось купить ему дом в северной столице, когда он поступит в Петербургский университет. Вероятно, П. А. Щепочкин, не желая подвергнуться остракизму из-за женитьбы на бывшей крепостной, рассчитывал, что первенец, окончив университет и продвинувшись по службе, сумеет получить потомственное дворянство и с полным правом вступит в наследование имением. В 1869 году Морозов поступил во второй класс гимназии, где числился в рядах первых учеников.

Преподаватели Второй московской гимназии. Шарж А. Д. Дементьева

Классическая учебная программа категорически не устраивала юношу, особой нелюбовью пользовались латынь и закон Божий. Как раз в латыни он успевал и даже помогал товарищам с чтением трудных мест, но из-за конфликта с учителем однажды был оставлен на второй год. Согласно автобиографии, после одного из экзаменов в средних классах лучшие ученики (в их числе и Николай) торжественно расстреляли учебники греческого и латинского языков из «комнатного ружья-монтекристо». Поскольку естествознание в учебной программе отсутствовало, Николай со второго или третьего класса стал главой неформального кружка самообразования, который превратился в подобие тайного общества со своим уставом. В документе говорилось, что естественные науки способствуют счастью человечества, освобождая его от физического труда и даруя возможность самосовершенствования. Занятия естественными науками (включая изучение трудов Дарвина) шли параллельно чтению радикальной литературы. Собирались члены общества на квартире инженера Печковского — начальника ремонта путей Рязанской железной дороги; Николай переселился туда к своему однокашнику — младшему брату владельца квартиры. Гимназисты вели аристократический образ жизни: у них были три комнаты с отдельным входом, к юношам был приставлен лакей. Отец к тому времени позволял Николаю большую самостоятельность. Члены «Общества естествоиспытателей» даже выпускали рукописный журнал; участники (их было от пятнадцати до двадцати человек) по выходным совершали экскурсии по окрестностям Москвы, собирали гербарии, коллекции насекомых и палеонтологические образцы. Морозов даже обратил на себя внимание куратора университетского музея минералогии К. О. Милашевича: в обрывах Москвы-реки им была найдена намного более древняя, чем допускалось ранее, челюсть плезиозавра. К пятому классу увлечения Николая (он посещал лекции по медицине в университете и занятия в анатомическом театре) стали негативно сказываться на его успеваемости, что вызвало недовольство отца.
Морозов, гимназист пятого класса, в 1874 году был допущен в подпольную студенческую библиотеку, в которой познакомился с бесцензурными изданиями: издаваемым народником Петром Лавровым журналом «Вперёд!» и книгой Н. Соколова «Отщепенцы», которые завозились в Россию контрабандой. В библиотеке он познакомился с Сергеем Кравчинским и сблизился с народниками группы Д. А. Клеменца, который оценил потенциал молодого радикала. Встречи (в том числе совместные с группой «чайковцев») проводились в салоне сочувствовавшей им помещицы Олимпиады Алексеевой. Весной 1874 года Николай Морозов принял решение разорвать все старые связи и вступить в кружок «чайковцев». Основные положения их программы были ему понятны и близки, он был предварительно подготовлен чтением радикальной литературы и публицистики. В число условий для вступления в общество входило изучение ремесла (Кравчинский предложил заняться сапожным делом, и для этого они сняли квартиру у матери Печковского) и «полнейшее отречение от всяких признаков барства». Морозов съехал с квартиры и раздал или раздарил всё своё имущество, включая библиотеку, геологические и палеонтологические коллекции и даже одежду, поскольку полностью перешёл на народный костюм. На этом закончилось его официальное систематическое образование.

### Николай Морозов и радикальные движения 1870-х годов

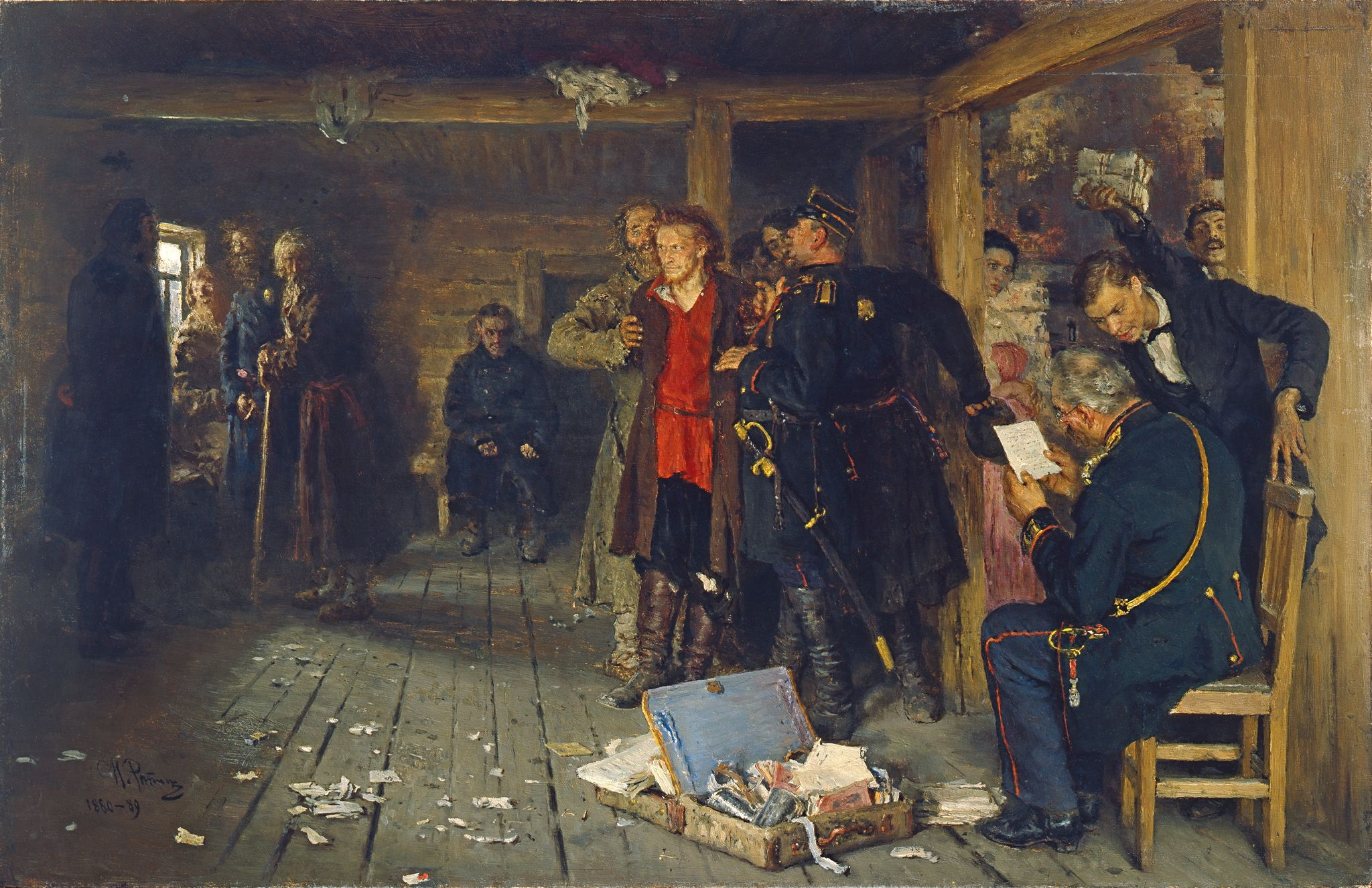
И. Е. Репин. Арест пропагандиста. 1880—1889, 1892. Масло по дереву, 34,8 × 54,6 см. Государственная Третьяковская галерея

Сапожная мастерская Кравчинского — Морозова закрылась, не успев начать работы. По большей части участники группы жили на квартире О. Алексеевой и уговаривали Морозова остаться в Москве на связи с «ушедшими в народ», поскольку он не состоял на учёте у полиции и не вызывал подозрений. Однако Морозов предпочёл активную работу и был прикреплён к студенту-медику Н. Саблину. В мае 1874 года Саблин и Морозов прибыли в имение Потапово Даниловского уезда Ярославской губернии, где пропаганду начал ещё в 1872 году сам владелец имения А. И. Иванчин-Писарев. Постепенно в Потапово образовалась целая революционная колония, поскольку в усадьбе гостили Д. Клеменц, акушерка И. Потоцкая, приехавшая из Швейцарии, и врач П. Добровольский. В имении были школа и книжная лавка, образовалась прослойка крестьян-«внушителей». Существовала подпольная типография, продукция которой распространялась через легальных книгонош. Морозову предложили отправиться за 12 вёрст — в старообрядческую деревню Коптево. Николай устроился там учеником кузнеца и нашёл общий язык с селянами. Овладение ремеслом шло успешно; вновь вспыхнуло увлечение ботаникой и геологией, что позволило распространять начала естествознания среди крестьян. Однако летом один из крестьян, недовольный тем, что его сын устроился в столярную мастерскую в Потапово, донёс в полицию, последовали аресты; задержана была и Олимпиада Алексеева. Кроме того, Морозов получил «волчий билет» (то есть был лишён права поступления в любое учебное заведение в России), поскольку кто-то назвал его имя как главного пропагандиста в гимназии. Обеспокоенный отсутствием сына, не приехавшего на каникулы, в Москву прибыл отец — Пётр Щепочкин и, считая, что Николай стал жертвой агитаторов, обратился в Третье отделение.
Оставшись на нелегальном положении, Н. Морозов занялся революционной деятельностью. Первым его заданием была организация естественнонаучного общества в Первой московской гимназии с целью повлиять на умы учащихся средних учебных заведений. Получилось возродить собственное «Общество естествоиспытателей», а также собрать подпольную библиотеку, включающую около 1000 томов. Далее в каникулярное время Николай решил пройти пешком до Курской и Воронежской губерний, причём «хождение в народ» оказалось совершенно неудачным: безусого юнца крестьяне не воспринимали всерьёз и не интересовались приготовленными для них брошюрами. Также оказалось, что крестьянская мораль и этика несовместимы с идеалами братства и коллективизма. Морозов столкнулся с тем, что не в состоянии прокормить себя: когда они вместе со студентом Союзовым устроились на лесоповал, то за неделю каторжного труда сумели заработать всего 7 копеек, очистив 1 кубическую сажень брёвен от сучьев и коры. Последнее «хождение в народ» закончилось в ноябре 1874 года. Партийным прозвищем Николая в те годы было «Воробей» — по фамилии в подложном паспорте. После визита в Петербург с отчётом Морозов и Н. Саблин были командированы Клеменцем и Кравчинским в Женеву, куда отбыли через Вильно и Вержболово с евреями-контрабандистами.
В Швейцарии Морозов жил прямо в редакции газеты «Работник» как «вечный путник», не имея никакого имущества, кроме носимой одежды. Его командировка должна была закончиться после выпуска трёх пробных номеров газеты, с которыми он должен был вернуться в Россию. Несмотря на безденежье, он посещал лекции в Женевском университете по факультету des Sciences et des Lettres (и познакомился с Элизе Реклю и Карлом Фохтом), а также занимался в вольной русской библиотеке М. К. Элпидина. Главным интеллектуальным достижением он считал ознакомление с трудами К. Маркса, но, в общем, отношения с эмигрантской средой не складывались. Лично Морозову ближе всего был П. Ткачёв, который встречал его в Женеве. Сближало их и неверие в революционность крестьянства. 1 февраля 1875 года из России пришли известия, что Морозов включён полицией России в список 53 особо разыскиваемых преступников, и на следующий же день Николай был единогласно избран в женевскую секцию Первого интернационала. Тогда же произошло знакомство с Верой Фигнер. Не считая себя вправе оставаться далеко от России и непосредственной борьбы за освобождение, Морозов принял решение вернуться на родину.
В 1875 году состоялся дебют Морозова как журналиста в изданиях «Работник» и «Вперёд!». Это были корреспонденции об успехах пропаганды среди крестьян и «хождении в народ». Так, в № 3 «Работника» (1 февраля 1875 года) в отделе писем вышла заметка «Село Рябково» за подписью Н. В-в (то есть «Н. Воробьёв»). Это был рассказ о красильных заводах Шипова, на которых лично Николай не бывал, но общался с рабочими, идущими на работу и после неё по домам. В этой же заметке кратко упоминается и собственный опыт на лесоповале. Молодой автор писал, что неимоверно тяжёлые условия работы по самым низким расценкам приводят к тому, что водка становится продуктом первой необходимости; затем эти суждения были повторены и в книге воспоминаний «Повести моей жизни».

### Годы заключения (1875—1905)

#### Первый арест и следствие

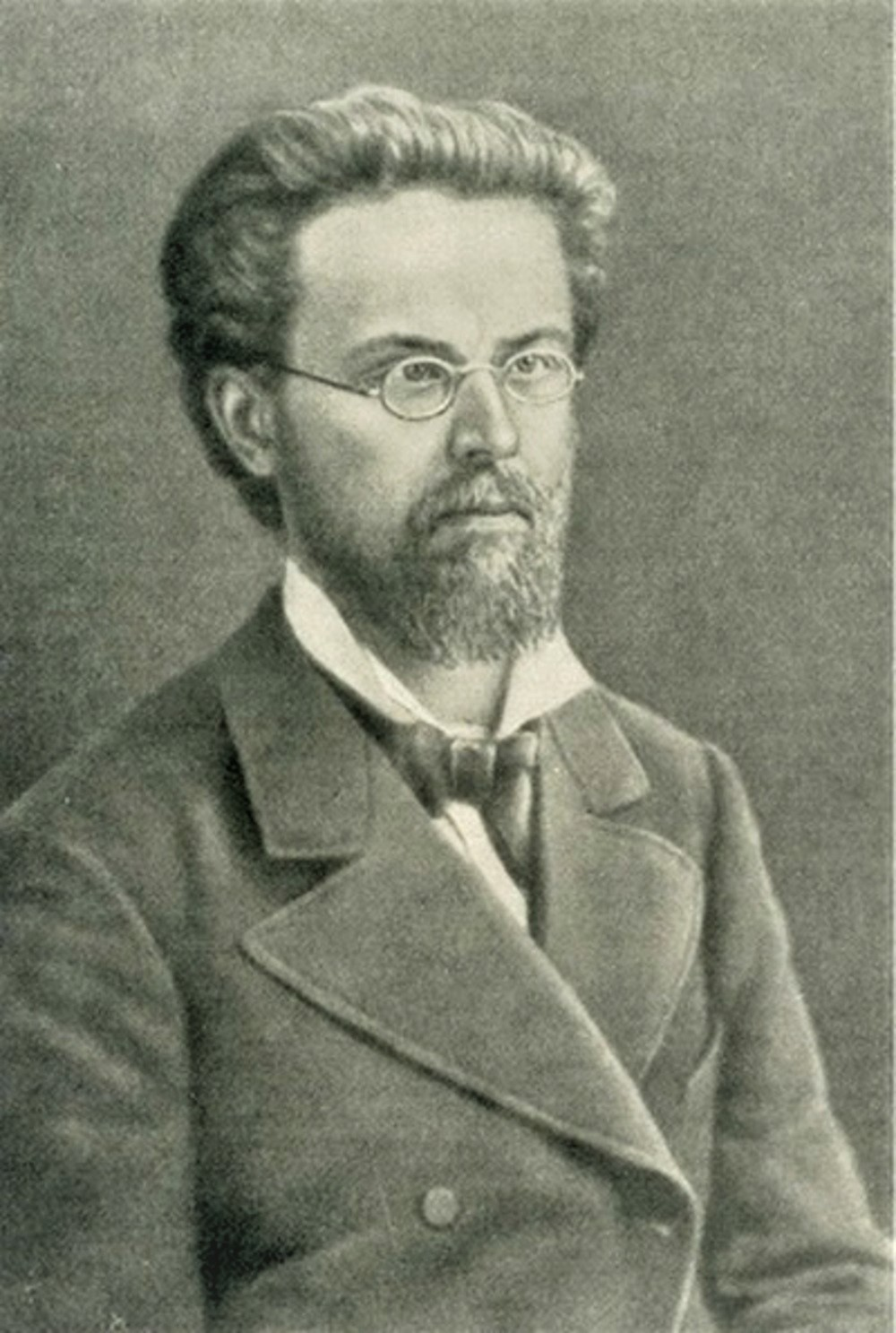
Николай Морозов в 1878 году

Н. Саблин и Н. Морозов были арестованы сразу после пересечения российской границы в местечке Кибарты 12 марта 1875 года. Они привлекли внимание полиции тем, что имея прусские паспорта, общались по-русски, а также отказались ехать поездом, в котором отсутствовали вагоны третьего класса. Начальник уезда майор В. Н. Смельский лично конвоировал задержанных в Петербург, поскольку сумел установить их настоящие имена. 20 марта Морозов был доставлен в Петропавловскую крепость. Оказалось, что Пётр Алексеевич Щепочкин лично отправил в Третье отделение полученное из Женевы письмо сына. Летом 1875 года Морозова перевели для следствия в Москву. Здесь была устроена очная ставка, на которой финн-сапожник и крестьяне Щёлковского уезда не опознали Морозова. После этого Морозов был переведён в столичный Дом предварительного заключения, где был мягкий режим, и в течение четырёх месяцев он мог получать любую литературу по требованию, многое передавалось «с воли». Параллельно освобождением сына занимался П. А. Щепочкин, который 10 марта 1876 года подал прошение о залоге в 3000 рублей. Оно было удовлетворено, и Морозова перевезли под надзор в отцовский особняк на 12-й линии Васильевского острова (дом 33). Щепочкин хотел приобщить сына к кругу своих знакомств, среди которых оказался помещик-народник Селифонтов. Однако свобода оказалась недолгой: прокурор Саратовской судебной палаты оспорил освобождение под залог ввиду доказанной антиправительственной деятельности Морозова. 23 марта Николай Александрович был возвращён в Домзак. После этого отец разобрал архив сына, нашёл его письмо к В. Фигнер, где тот не скрывал неприязни к родителю; оскорблённый Пётр Алексеевич и Николай долго не общались.
После возвращения в камеру Николай Морозов занялся изучением языков. Поскольку он владел только французским (не считая латыни и древнегреческого), то попросил учебник немецкого языка, а далее перешёл к английскому, испанскому и итальянскому. Изоляция подтолкнула его к поэтическому творчеству.
18 октября 1877 года начался Процесс ста девяноста трёх, в котором подсудимым был и Морозов. Николай отказался выслушивать приговор, который оказался мягок: 15 месяцев тюрьмы, погашавшиеся отбытым предварительным заключением.

#### Морозов и народовольцы
После выхода на свободу Морозов поселился в редакции журнала «Знание» (издаваемого Д. Коропчевским), восстанавливая связи в революционных кружках. Разрыв с родителями был окончательным, поэтому в марте 1878 года Николай вместе с В. Фигнер и участниками её группы решили обосноваться в Тамбовской губернии и подготовить крестьян к восстанию, на что было отпущено три года. Однако обосноваться в Тамбове не удалось и пришлось переезжать в Саратов. Из-за разногласий 18 мая Николай вернулся в Москву, сделавшись связным «Земли и воли» с саратовской группой. Далее он перебрался в Петербург, где принял участие в двух неудачных попытках отбить осуждённых по Процессу ста девяноста трёх во время их пересылки к месту отбытия наказания. Памятью об этих событиях стала золотая оправа от очков, подаренная Морозову Кравчинским. Морозов вошёл в состав редколлегии революционной газеты «Земля и воля», был принят в центральный комитет организации. Тогда же начался его фактический брак с Ольгой Любатович — одной из участниц движения. Первый выпуск газеты «Земля и воля» вышел 25 октября 1878 года, причём состав издательского комитета постоянно менялся, но Морозов неизменно в нём состоял, исполняя роль связного и корреспондента. Его собственные статьи по идеологическим соображениям коллег не устраивали — Морозов в тот период был апологетом безудержного террора. Зимой пришлось расстаться с О. Любатович, командированной в Швейцарию.
Летом 1879 года было решено провести в Липецке общий съезд революционеров, чтобы преодолеть раскол, возникший после казни А. Соловьёва и прихода в организацию Г. Плеханова. Съезд проходил с 15 по 17 июня, на нём присутствовали, в частности, Л. Тихомиров, а также несколько приглашённых из других революционных кружков (в том числе А. Желябов и Г. Гольденберг). Предполагалось дополнение старой землевольческой программы принципом политической борьбы. Участники съезда приняли необходимость применения террора, хотя и расходились в понимании его роли среди других форм борьбы. Делегаты съезда объявили себя Исполнительным комитетом социально-революционной партии и фактически стали ядром будущей «Народной воли». Также на Липецком съезде был принят и утверждён «судебный» параграф устава организации (который сохранился только в мемуарах Н. Морозова), в котором «всякий член Исполнительного комитета, против которого существуют неопровержимые улики, обязан отказаться от всяких показаний». Буквально на следующий день в Воронеже открылся съезд «Земли и воли», в котором участвовали и некоторые делегаты Липецкого съезда. В Воронеже оформился раскол: Плеханов и «деревенщики» организовали «Чёрный передел», а сторонники политического террора — «Народную волю». В исполнительный комитет этой последней вошёл и Николай Морозов. Вместе со Львом Тихомировым они возглавили газету организации.
После возвращения О. Любатович они с Морозовым снимали квартиру на Невском проспекте (дом 124, квартира 15) под именем «супругов Хитрово». Николай Александрович также служил секретарём-архивариусом организации и казначеем. Семейная жизнь была беспокойной: однажды супругам пришлось бежать от полиции, бросив верхнюю одежду. Взгляды Морозова становились всё более радикальными, но в исполнительном комитете он оказался в одиночестве; не привлекали его и к реальным боевым акциям. Если программа «Народной воли» рассматривала террор как исключительный метод борьбы и в дальнейшем предусматривала отказ от него, то Морозов предлагал использовать перманентный террор в качестве регулятора политической жизни в России. Разработанная Морозовым теория получила название «теллизма» (в честь Вильгельма Телля). В январе 1880 года, после ареста типографии и наступления беременности у О. Любатович, партия предоставила им с Морозовым «бессрочный отпуск». В феврале через Берлин и Вену супруги прибыли в Женеву, после чего обосновались в Кларане. В мае Исполнительный комитет назначил Морозова своим официальным представителем в Европе, координатором информационных сообщений. Семейная жизнь в эмиграции также была нелёгкой: Морозов зарабатывал в журнале «Дело», Ольга Любатович и Кравчинский перевели роман Джованьоли «Спартак», также опубликованный в этом журнале и имевший большой успех у публики. Как вольнослушатель Николай посещал лекции по естественным наукам в Женевском университете и свёл знакомство с С. Подолинским. В октябре 1880 года у Ольги родилась девочка (имя её не упоминалось в источниках), которую хотели удочерить супруги-эмигранты Арнольди.
В декабре 1880 года Морозов посетил Лондон, где при посредничестве Льва Гартмана дважды встречался с Карлом Марксом. Далее Софья Перовская срочно вызвала его в Петербург. Был арестован глава Исполкома — А. Михайлов. При попытке перехода границы, 23 января 1881 года, был арестован и Николай Морозов. Поскольку он не называл своего имени, 26 февраля его перевели в Варшаву, заподозрив в принадлежности к местной революционной организации. После убийства Александра II Морозова перевели в петербургский Домзак, где 17 апреля он был опознан. На очной ставке вызванный П. А. Щепочкин сына не признал, чем Морозов, по собственным воспоминаниям, «был очень растроган». Окончательно его раскрыла квартирная хозяйка Фролова. На допросе 24 апреля Морозов дал единственное показание, полностью соответствующее уставу:

По убеждениям своим я террорист, но был ли террористом по практической деятельности — предоставляю судить правительству.

#### «Террористическая борьба»

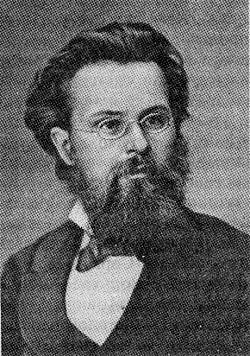
Николай Морозов в начале 1880-х годов

В статьях «Листка „Земли и воли“» (например, «Значение политических убийств») Н. А. Морозов наиболее последовательно в русской революционной журналистике отстаивал превращение политического террора в систему. Начав с обычных для «Земли и воли» тезисов, что «политическое убийство — это прежде всего акт мести» и «единственное средство самозащиты при настоящих условиях и один из лучших агитационных приёмов», Николай Морозов утверждал, что при негибкости политической системы России, каждый акт террора «производит неурядицу во всех его (государства) функциях». Именно это позволяет «горсти смелых людей… бороться с миллионами организованных… врагов». О. Будницкий усматривал в ряде тезисов явное влияние на Морозова идей и стиля С. Кравчинского. В общем, в идеологии «Народной воли» террор не занимал первенствующего места, и даже П. Лавров в мае 1880 года в письме Морозову предупреждал, что терроризм вызовет одно только «общее отвращение», и что если правительство продолжит «серьёзную войну против террористов, нет ни малейшего сомнения, что все они погибнут, а императорство останется».
В августе 1879 года Морозов предложил собственный вариант программы Исполнительного комитета «Народной воли»; в 1880 году этот документ увидел свет в Женеве (для конспирации на титуле поставили Лондон) с некоторыми изменениями и дополнениями, под названием «Террористическая борьба». 14-страничная брошюра вводилась экскурсом в историю народных движений в Европе, причём утверждалось, что первая из форм — крестьянская борьба — стала невозможна с появлением массовых армий и усовершенствованием путей сообщения. В этом отношении центр борьбы перенёсся в города. В России же, в которой крестьянство разрознено и рассеяно огромными просторами страны, а городской пролетариат малочислен, революция приобрела форму «террористического движения интеллигентной молодёжи». Обрисовывая революционное движение 1870-х годов, Морозов показал логику перехода от пропаганды к террору. Особенно он напирал на факт, что властям, как правило, не удавалось разыскать террористов. Далее Николай Александрович переходил к перспективам революционной борьбы в её террористической форме. Этот способ борьбы не требует посторонних, что делает бессильной тайную полицию.
Морозова интересовал и моральный аспект. Он заявил, что «террористическая революция» более справедлива, чем массовая революция, в которой «народ убивает своих собственных детей». Террористы казнят лишь тех, кто действительно повинен в свершившемся зле. Морозов предсказывал, что рекомендуемый им метод борьбы удобен, и станет традиционным для России. Также он сравнивал тираноубийц былых времён и их отличия от своих товарищей. Террористы «совершают правосудие», оставаясь при этом в живых, и могут снова жить и работать для своего дела. Психологии террориста не свойственно самопожертвование, это не вспышка отчаяния, а борьба «силы с силой, равного с равным; борьба геройства против гнёта, знания и науки — против штыков и виселиц». Идею Земского собора у «Народной воли» он считал главной ошибкой, поскольку не верил, что большинство пойдёт за социалистами. При этом Морозов парадоксально заявлял, что целью террористической борьбы является завоевание фактической свободы мысли, слова и безопасности личности от насилия — необходимых условий для «широкой проповеди социалистических идей». Речь при этом идёт о фактических свободах, а не закреплённых законодательно. При ослаблении режима террор ослабевает, в случае ужесточения — возобновляется. Косвенным продуктом борьбы будет и установление конституционного строя, но это не отменяет террористического «регулирования»: «в России, где самое грубое насилие и деспотизм сделались традиционными в существующей династии, дело террора значительно усложняется и потребует, быть может, целого ряда политических убийств и цареубийств».
Несмотря на то, что коллеги Морозова, в том числе А. Желябов и М. Полонская, сразу же стали от него отмежёвываться, революционное движение в России, по сути, двинулось по предсказанному им пути — «наименьшего сопротивления». Слава и влияние «Народной воли» основывались именно на актах террора, в первую очередь — цареубийства 12 марта 1881 года. Явно можно проследить воздействие идей Морозова на представителей революционного движения России в последующие годы. Такова брошюра 1885 года «Политический террор в России» Л. Я. Штернберга, в которой некоторые пассажи являются пересказом морозовской «Террористической борьбы» (особенно «теория неуловимости»). Воздействие морозовской террористической теории ощущалось в течение двух следующих десятилетий. Так, в издаваемом В. Бурцевым в Лондоне ультрарадикальном журнале «Народоволец» (1897 год) теория народовольцев подменялась отвергнутыми ими самими постулатами Морозова. В 1907 году Бурцев переиздал «Террористическую борьбу» в одном из своих парижских сборников. В том же году на II съезде партии эсеров, проходившем в Финляндии, избранный в ЦК Г. А. Гершуни в полном соответствии с заветами Морозова стремился соотнести террористическую активность с государственной политикой, что выражено в формуле: «при хорошей Думе и плохая бомба лишняя и скверная вещь; при плохой Думе хорошая бомба — вещь неизбежная». По замечанию О. Будницкого, это полностью соответствовало смыслу и духу морозовской «Террористической борьбы».

#### Четверть века в неволе

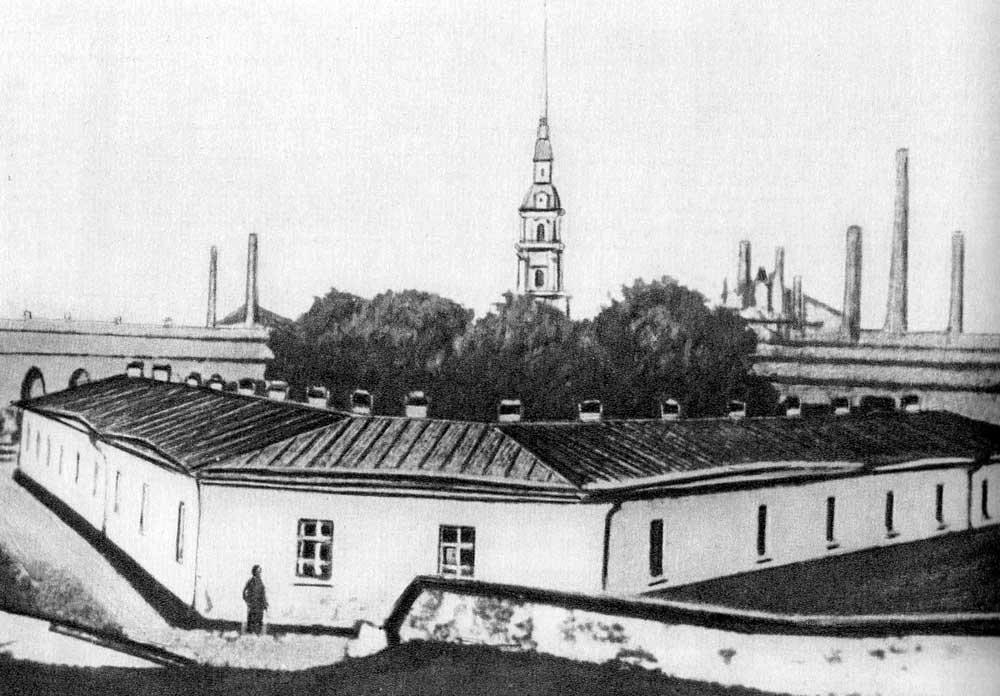
Алексеевский равелин Петропавловской крепости в 1870-е годы

Получив известия об аресте Морозова, Ольга Любатович оставила дочь в Швейцарии и выехала в Россию. Переписку удалось наладить только в мае 1881 года. Тогда же пришло известие о кончине их дочери. После этого Ольга начала сколачивать собственную террористическую группу, но в ноябре 1881 года была арестована. 9 февраля 1882 года начался «Процесс двадцати»; родственники Николая не воспользовались своим правом участия в процессе. «Дело двадцати» слушалось в Особом присутствии Правительствующего сената при закрытых дверях и под усиленной охраной, председателем был П. А. Дейер, прокурором — Н. В. Муравьёв. По утверждению Н. Троицкого, народовольцы вообще мало интересовались юридической стороной своего процесса: с одной стороны, они отвергали законность царского судопроизводства в принципе, с другой — понимали всю бесплодность юридической полемики с обвинением. Морозов в числе других народовольцев обвинялся в устройстве подкопа под полотно Московско-Курской железной дороги с целью взрыва царского поезда, осуществлённого 19 ноября 1879 года, но обошедшегося без жертв. Совершённое ими преступление подпадало под статьи 241, 242, 243 и 249 «Уложения о наказаниях» (О преступлениях против священной особы государя императора и членов императорского дома; о бунте против власти верховной и о государственной измене). Защитниками по «Делу двадцати» выступали шестнадцать присяжных поверенных, в том числе известные представители русской адвокатуры: В. Д. Спасович, П. А. Александров, В. Н. Герард, Е. И. Кедрин, А. Н. Турчанинов и помощник присяжного поверенного Е. Ф. Королёв. По свидетельствам очевидцев, Морозов был апатичен, отвечал очень спокойно и тихо. Он не отрицал своих взглядов на террор; в обвинении он значился как «поэт и теоретик партии „Народная воля“». В числе пяти обвиняемых Морозов был приговорён к бессрочной каторге. После вынесения приговора свидания с ним добился его отец П. А. Щепочкин; по особому распоряжению министра юстиции они виделись дважды и полностью примирились. Прошение заключённой О. Любатович о встрече с мужем осталось без ответа.
26 марта 1882 года (в ночь со Страстной пятницы на Великую субботу) Николай Морозов был доставлен в Алексеевский равелин. Условия одиночного заключения были тяжелы: из-за скудного пайка развилась цинга, которая повторялась трижды (по предписанию тюремного врача временно прописывали препараты железа и молоко). Далее появилось кровохарканье, ставшее следствием сырости и холода — корпус плохо отапливался и был окружён рвом. Тюремный врач поставил ему диагноз «чахотка». В этих условиях Морозов стал заставлять себя ходить по камере, сколько позволяли силы, трижды в день занимался гимнастикой. Для уменьшения поражения лёгких Николай Александрович старался сдерживаться при приступах кашля (чтобы не допустить разрыва альвеол) и примерно за месяц ему удалось стабилизировать своё состояние. Чтобы не сойти с ума, Морозов стал общаться с тюремным священником, добился разрешения получать литературу по богословию, и в шутку утверждал, что полностью освоил всю программу богословского факультета.

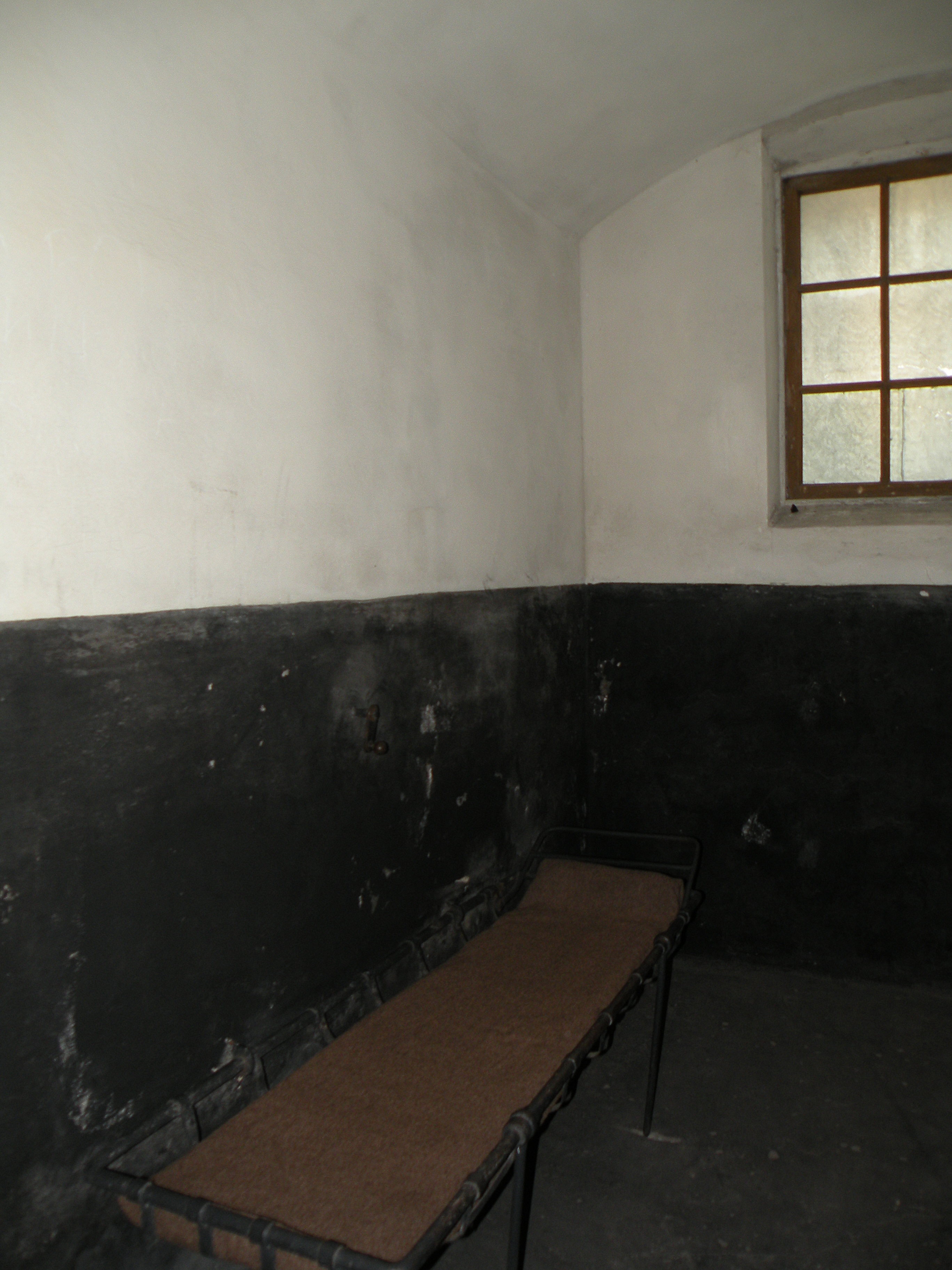
Камера Н. А. Морозова в Шлиссельбурге, в которой он провёл около двадцати лет

2 августа 1884 года народовольцев (из десяти осуждённых выжили Морозов, Фроленко, Тригони, Исаев, а также сошедший с ума Айзик Арончик) перевели в Шлиссельбургскую крепость, в так называемую «новую тюрьму». В первый год там оказалось тридцать шесть человек — почти все знакомые Морозова. Имён осуждённые не имели, Николай Морозов значился под № 4. Расход на содержание узников составлял двадцать две копейки в день, исходя из расчёта двух фунтов серого и чёрного хлеба; кроме того, на две недели выдавали ¼ фунта чая и 1½ фунта сахара. Нательное бельё меняли раз в неделю, постельное — раз в две недели. Баня полагалась раз в месяц, в это время проводился обыск камеры; личный обыск устраивался при смене белья. Страдавших психическими заболеваниями узников (двое были буйными) держали вместе со здоровыми. 30 сентября 1885 года последовало распоряжение жандармского управления о разрешении чтения и письменных занятий осуждённых; с весны 1886 года разрешили устроить огороды, на которых заключённые могли бы работать. Огороды имели площадь 15 × 6 м, их было выделено шесть (затем их стало восемь). Для заключённых привезли семена редиса, моркови, репы и проч. В клетках для прогулок поставили деревянные лопаты, которыми можно было перекидывать из угла в угол насыпанный песок, чтобы узники «не захирели» от отсутствия движения. Самым слабым по здоровью предоставили право прогулок вдвоём, которое было даровано и Морозову два раза в неделю. Его спутником в этих прогулках был Иван Ювачёв, а после перевода — Василий Караулов. В 1895 году в тюрьме было проведено электрическое освещение. С 1897 года узникам разрешили два раза в год переписываться с родными, благодаря чему Н. А. Морозов узнал о кончине отца, последовавшей ещё в 1886 году. После заключения сына он потерял интерес к делам, сильно проигрался на биржевых спекуляциях и умер в возрасте пятидесяти трёх лет от прогрессивного паралича. Их петербургский дом был продан за долги. Мать, потеряв зрение, жила в Борке.

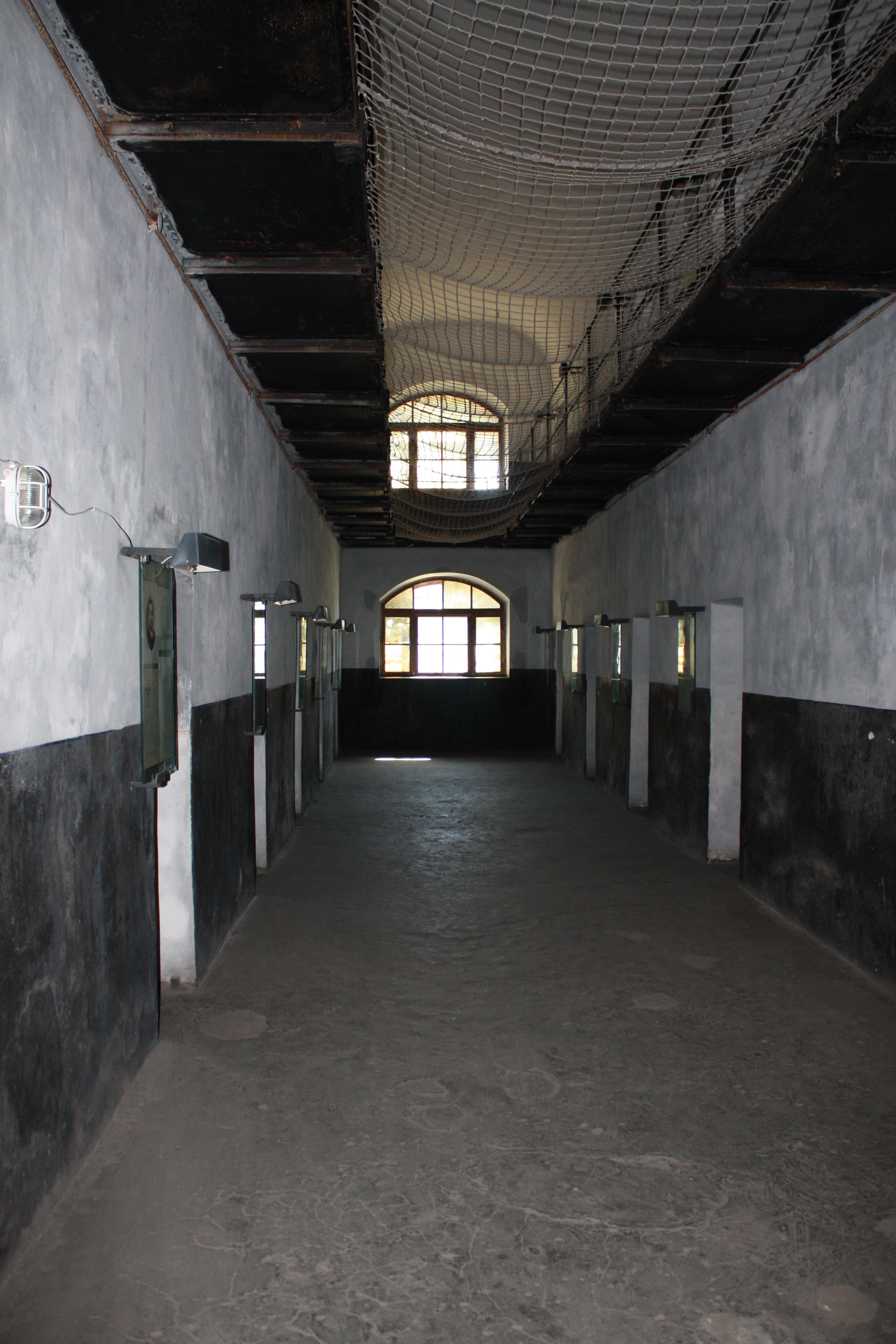
Коридор в Новой тюрьме Шлиссельбурга. На верхнем этаже содержались заключённые, в камерах нижнего яруса располагались мастерские

После 1889 года в тюрьме были организованы мастерские, где в послеобеденное время заключённым разрешалось работать. Поскольку в 1890-е годы тюремные смотрители не утесняли своих подопечных, осуждённые явочным порядком получили некоторые привилегии, например, открыто переговаривались при прогулках и работе на огороде. После назначения в 1892 году нового коменданта И. И. Гангардта было улучшено питание и заменён врач. Появление в рационе овощей и местных ягод, например, рябины, полностью излечило цингу. Михаил Новорусский (позднее назначенный старостой заключённых) научился варить варенье из моркови, которого иногда получалось до тридцати фунтов. Затем он перешёл на самогоноварение, из-за чего был уволен надзиратель Фёдоров. Тогда же образованные заключённые могли начать чтение лекций для своих товарищей; заказанная школьная доска обычно стояла в камере Морозова. Главным организатором просветительского кружка была Вера Фигнер, содержавшаяся в тюрьме с 1886 года. Далее занятия стал проводить И. Д. Лукашевич, под руководством которого Морозов прошёл курсы высшей математики, кристаллографии, практической химии и т. д.. По одной из версий, идею обучения подсказал комендант Гангардт, который в 1893 году передал в переплётную мастерскую журнал «Новь», где была заметка о движении за образование взрослых в США, именуемое «Шатокуа». В переплётной мастерской в 1895 году оказался и народнический журнал «Новое слово» (впоследствии — орган легальных марксистов). Количество разрешённой прессы постоянно возрастало, вплоть до того, что в 1898 году Департамент полиции дозволил выписывать газету «Times». С 1899 года за работу в мастерских по заказам администрации или надзирателей заключённые стали получать плату, которая чаще всего шла на покупку продуктов и книг. Во второй половине 1890-х годов Вера Фигнер при поддержке коменданта добилась для заключённых абонемента в публичной библиотеке, а после его запрета Департаментом полиции Морозов упросил начальство оформить доступ в передвижной музей учебных пособий под предлогом занятий минералогией. Сотрудником музея сделался вновь назначенный тюремный врач Н. С. Безроднов. Музей охотно пользовался услугами Морозова: однажды ему прислали россыпью коллекции минералов, которые он рассортировал, каталогизировал, снабдил этикетками и разложил по собственноручно сделанным ящикам. М. Новорусский сделал специальный инсектарий и изготовил коллекцию превращений насекомых на разных этапах жизненного цикла. И. Лукашевич приводил в порядок гербарии.
Николай Александрович Морозов едва ли выделялся среди своих товарищей. Он никогда не имел конфликтов с охраной, вёл исключительно размеренный образ жизни. Полагая, что если он «не жалел своих врагов на свободе, то и они имеют право не жалеть» его в тюрьме, Морозов разработал этику взаимоотношений заключённого с администрацией как взаимную терпимость. Прогуливаться предпочитал в первой половине дня, ел очень мало (едва ли половину положенной порции); после разрешения работать в мастерских выбрал переплётную и овладел этим ремеслом в достаточной степени. Писал он обычно стоя за собственноручно изготовленной конторкой, а читал лёжа. Изучение языков продолжалось и преследовало практические цели — чтение книг по интересующим предметам. Чтение преимущественно было посвящено естественным наукам: химии и астрономии. По просьбе В. Фигнер он начал писать мемуары. Состояние здоровья его было стабильно плохим: осенью и весной каждого года он регулярно болел бронхитами и катарами, с 1895 года добавился хронический ревматизм, с которым он боролся, танцуя мазурку вместо зарядки. Вместе с В. Фигнер они установили норму ежедневных прогулок — десять вёрст. Морозов страдал бессонницей и не мог долго заниматься физической работой на огороде. Также его изнуряли учащённое сердцебиение и плохая работа кишечника, от которых помогал только постоянный приём лекарств (белладонна и ревень). При взвешивании в 1898 году оказалось, что в Морозове три пуда двадцать фунтов (пятьдесят шесть килограммов).
В марте 1902 года из-за ужесточения режима была совершена попытка тюремного бунта, в котором деятельное участие приняла В. Фигнер. По собственной инициативе Н. Морозов передал описание событий министру внутренних дел, в результате участники событий даже не получили взысканий, хотя администрация тюрьмы и охрана были частично заменены.
Считая, что он далеко продвинулся в изучении строения вещества Вселенной, в 1903 году Морозов добился передачи одной из своих химических рукописей на рассмотрение директору Горного института Д. П. Коновалову, который, отдавая дань уважения эрудиции своего оппонента, опроверг тем не менее все его выводы. Первое свидание Морозову было дозволено лишь в 1904 году, когда узника навестила семидесятипятилетняя княжна Дондукова-Корсакова — знакомая И. Ювачёва, которая считала своим долгом помогать заключённым.
Всего в 1884—1905 годах в Шлиссельбургскую тюрьму было помещено шестьдесят шесть человек, одиннадцать из которых казнили по приговору суда, двое были расстреляны за протесты, пятнадцать человек умерли от цинги, туберкулёза и душевных болезней, пятерых душевнобольных перевели в другие места, а четверо покончили с собой после освобождения. Николай Александрович как-то сказал Вере Фигнер, что на четверть века для него «время остановилось», и с тех пор всегда вычитал годы заключения из своего возраста.

#### Освобождение

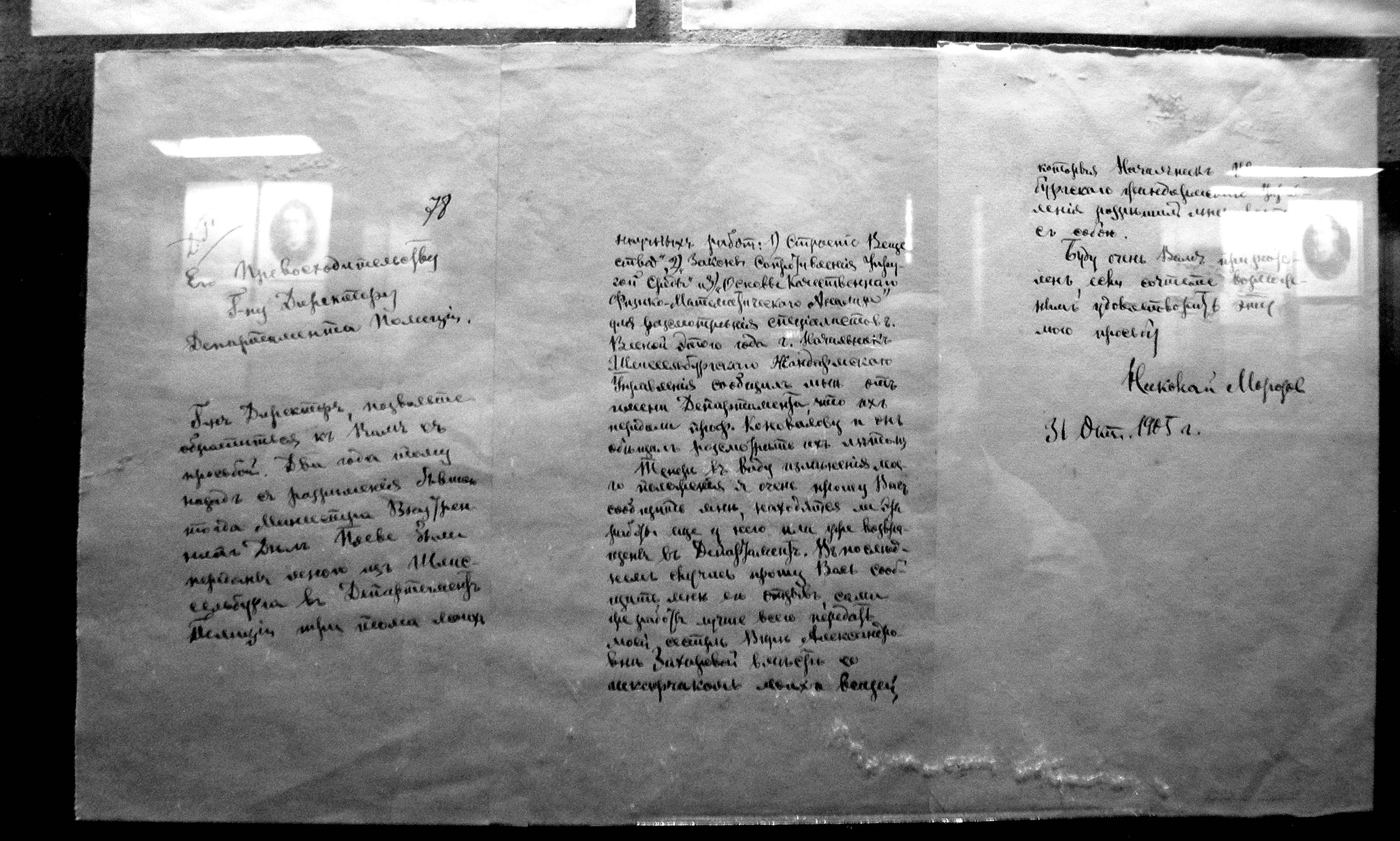
Прошение Н. А. Морозова о публикации его трудов от 31 октября 1905 года. Музей крепости Орешек

После начала Первой русской революции заключённым позволили выписывать официальный «Правительственный вестник», из которого они узнали, что императорским указом от 21 октября 1905 года были амнистированы восемь человек, включая Морозова. На баркасе под конвоем их привезли в Трубецкой бастион, где были относительно мягкие условия: свидания, например, разрешались трижды в неделю, — благодаря чему Николай Александрович смог увидеться с братом и сёстрами. Также ему был предоставлен гражданский костюм, сшитый по мерке. 7 ноября 1905 года он вышел из тюрьмы, но должен был оставаться в Петербурге, получая однодневный вид на жительство. Предполагалось отправить Николая Александровича в родовое имение под надзор полиции. Комендант Петропавловской крепости выдал сестре Вере бумаги Морозова, переплетённые в двадцать шесть томов, не просматривая их.
Благодаря содействию юриста Оскара Грузенберга Морозов в конце декабря смог выехать в Мологу, где уже через неделю получил паспорт, после чего принял решение вернуться в Петербург. Ему предстояло заново найти своё место в жизни, источник заработка и способ осуществления своих учёных планов. 24 января 1906 года состоялась его встреча с Ольгой Любатович, которая тогда была замужем за Иваном Джабадари. В марте 1906 года восстановилась и переписка с Олимпиадой Алексеевой (в браке Лукьяненко), которая давно отошла от революционной деятельности. Паспорт был действительным до февраля следующего года. Пошли и литературные гонорары: «Донская речь» опубликовала сборник стихотворений «Из стен неволи», а в «Русском богатстве» публиковались (с продолжением) мемуары «В начале жизни».

### Меж двух революций (1906—1917)

#### Новая жизнь: женитьба и литературно-художественные знакомства

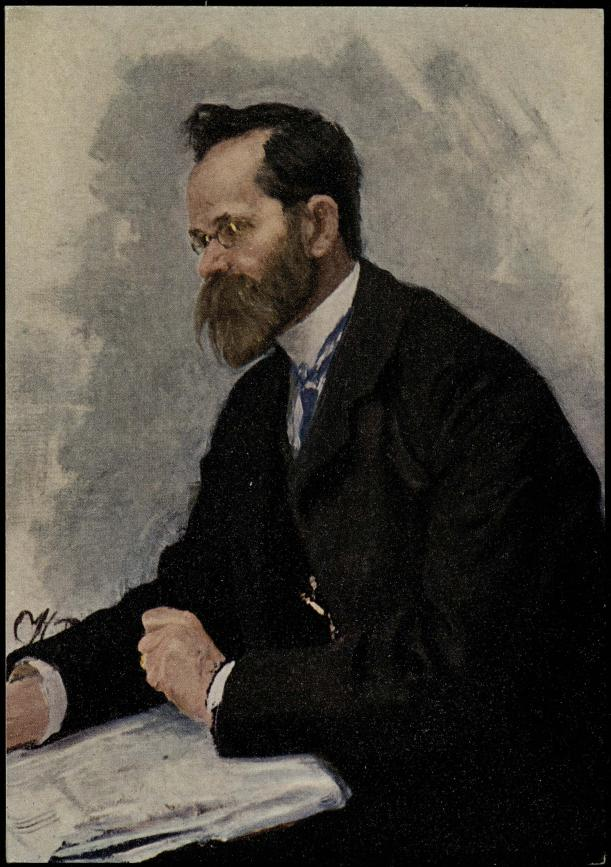
Илья Репин. Портрет Н. А. Морозова. 1906. Репродукция на открытке, изданной Музеем революции СССР

После возвращения в столицу в салоне переводчицы М. В. Ватсон Морозов познакомился с её племянницей Ксенией Бориславской. К моменту их встречи она была довольно известной пианисткой, окончившей консерваторию. Также она занималась переводами произведений Уэллса и Гамсуна. Сблизились они, когда Ксения хотела поступать в медицинский институт, а Морозов стал её репетитором по физике и химии. Разница в возрасте составляла 26 лет, «не зачтённых» Николаем Александровичем. 7 января 1907 года они обвенчались в селе Копани близ Борка, причём священник потребовал официальную бумагу, что у невесты нет претензий по отношению к жениху.
В Петербурге Морозов, как и его сотоварищи, пользовались поддержкой Шлиссельбургского комитета, созданного под председательством В. И. Семевского для помощи всем политзаключённым. В гостях у него Николай Александрович познакомился с И. Репиным; художник загорелся идеей написать портрет революционера, работа над ним проходила в «Пенатах». По воспоминаниям Ксении Морозовой:

Внешнее сходство было безусловное, но Репин остался недоволен своим произведением. Как можно было судить по его словам, он заранее составил себе представление о Николае Александровиче как о несчастном исстрадавшемся узнике, больше половины своей жизни прожившем в неволе. Между тем он видел перед собой необыкновенно жизнерадостного, подвижного человека, полного душевной молодости и ясности, по лицу которого никак нельзя было догадаться о всех перенесённых им испытаниях. Как слить художнику в одно целое уже живший в его воображении образ с реальным? Какими неуловимыми штрихами передать редкий пример душевной стойкости?
На некоторое время Н. Морозов стал завсегдатаем «Пенат» (всего Репин исполнил четыре его портрета), где шлиссельбуржец впервые в жизни встал на лыжи и познакомился с К. Чуковским и Л. Андреевым. При встрече с Брюсовым оказалось, что тот ещё с детства помнил Николая Александровича, который, будучи нелегалом, некоторое время жил в их доме. Из литературных знакомств особо ценил Морозов своё краткое общение со Львом Толстым. 31 марта 1907 года он отправил в Ясную Поляну две своих книги и получил ответ уже в апреле: живой классик сожалел, что отсутствует продолжение мемуаров «В начале жизни». Однако личное знакомство состоялось только 28 сентября 1908 года по личному приглашению Толстого. Разговор касался книги Морозова «Откровение в грозе и буре» (которую Толстой так и не прочитал) и перешёл на обсуждение науки вообще. В конце беседы Лев Николаевич немало шокировал Николая Александровича тем, что позавидовал вслух его заключению. Этот случай быстро стал анекдотическим; его обыграл, в частности, В. Розанов в «Опавших листьях»:

Толстой искал «мученичества» и просился в Шлиссельбург посидеть рядом с Морозовым.
— Но какой же, ваше сиятельство, вы Морозов? — ответило правительство и велело его, напротив, охранять.
Тем не менее, периодически Толстой и Морозов переписывались, последнее послание из Ясной Поляны было датировано 20 апреля 1910 года.

#### Просветительская и преподавательская деятельность

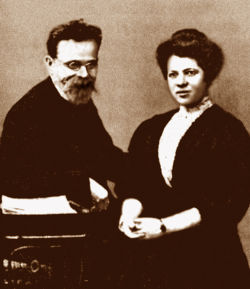
Супруги Николай и Ксения Морозовы в 1910 году

20 декабря 1906 года состоялась встреча с Д. И. Менделеевым, проходившая довольно бурно. Великий химик скептически отнёсся к морозовской идее, что периодическая таблица является лишь частным случаем многих периодических систем разного порядка. Не вызвала энтузиазма и таблица углеводородных радикалов Морозова, напоминающая менделеевскую. Существует миф, что за книгу «Периодические системы строения вещества» Дмитрий Иванович успел исходатайствовать для бывшего узника докторскую степень honoris causa по химии. В действительности в газете «Сегодня» от 13 октября 1906 года (то есть более чем за два месяца до встречи с Менделеевым) появилась заметка, что Дмитрий Иванович предложил «почтить Н. А. Морозова званием почётного химика». Легенда о докторской степени была изложена Л. Круковской в книге «Н. А. Морозов: Очерк жизни и деятельности», выпускавшейся в 1912 и 1920 годах, а Николай Александрович указал на неточность в частном письме и ничего не сделал для её публичного опровержения.
С января 1907 года супруги Морозовы обитали в Петербурге на Гончарной улице. Николай Александрович был избран действительным членом Русского физико-химического общества, Русского астрономического общества и почётным членом Московского общества любителей естествознания. Это не снимало проблемы регулярного заработка, но вскоре П. Ф. Лесгафт предложил Морозову вести практические занятия по аналитической химии в основанной им Вольной высшей школе. Далее Лесгафт принял Морозова на должность приват-доцента физической химии, поскольку брал на работу интересных людей, хотя бы и не имеющих возможности работать в учреждениях Министерства народного просвещения. Со следующего года Николай Александрович был избран профессором (так в Вольной высшей школе именовали постоянных, а не временных сотрудников). Профессора Морозова поселили рядом с квартирой его директора. В 1908 году морозовский учебник «Законы сопротивления упругой среды» был принят для артиллерийских учебных заведений. Тогда же Морозов общался с Н. Е. Жуковским. После кончины Лесгафта Морозов работал в химическом отделе лесгафтовской Биологической лаборатории (находившейся в ведении министерства; он был утверждён министром Кассо). Он был одним из учредителей Петроградских высших курсов, куда был избран по кафедре астрономии, но, поскольку утверждение министром состоялось только в 1915 году, то и официально читать курс астрономии он мог только с этого года. До 1917 года читал также курсы мировой химии в Психоневрологическом институте. Кроме того, Морозов редактировал разделы по астрономии в «Технической» и «Детской энциклопедии».
Весной 1907 года Морозов даже сумел получить командировку в Париж, где намеревался собирать материалы и прочитать лекции об истории создания Апокалипсиса. В декабре 1907 года, благодаря знакомству с князем Д. О. Бебутовым, Морозов был принят в масонскую ложу «Полярная звезда», в которой состоял, по крайней мере, до 1914 года. Через ложу он получил сведения о деятельности провокаторов в эсеровских кругах, с которыми поддерживал отношения. По сообщению В. Фигнер, командировка в Париж объяснялась в первую очередь необходимостью известить М. А. Натансона об измене Азефа. Масонская ложа «Великого востока Франции» существовала при Высших курсах П. Ф. Лесгафта. В феврале 1910 года Н. А. Морозов участвовал в работе масонского конвента, который провозгласил создание национального масонского послушания Великий восток народов России. По сведениям, приводимым В. Брачевым, Морозов являлся досточтимым мастером ложи «Заря Петербурга». В 1910—1932 годах Н. А. Морозов являлся бессменным председателем Русского общества любителей мироведения, чья деятельность всецело определялась масонскими интересами его главы. В программе общества значилось исследование мифов и священных книг, включая Библию и Талмуд. Члены общества читали доклады на следующие темы: «Когда возникла Каббала» (Л. Филиппов, 1913), «Астральная основа христианского эзотеризма первых веков» (Д. О. Святский, 1914), «Зелёный луч в Древнем Египте» (А. А. Чикин, 1918), «Созвездия в Ветхом Завете» (Г. А. Тихов, 1918), «Зодиак в Ветхом и Новом Завете» (Д. О. Святский, 1918), «Астрономия и мифология» (Н. А. Морозов, 1920). Примерно та же тематика была характерна для лекционных выступлений Н. А. Морозова, который посетил 54 российских города.
Согласно воспоминаниям жены, Н. Морозов осенью 1907 года пытался участвовать и в выборах в Государственную думу III созыва. Его выдвинули единым кандидатом от всех прогрессивных партий Мологского уезда, и сам Николай Александрович представил программу развития местного самоуправления и народного просвещения. Из 191 человека, наделённых правом голоса, на выборах в городской управе 20 сентября за Морозова проголосовали 129, после чего исправник телеграфировал ярославскому губернатору А. П. Роговичу и попытался объявить результаты выборов недействительными. Морозов обратился к местным кадетам (их возглавлял князь Д. Шаховской), которые поддержали его официальный протест, датированный 26 сентября. В конечном счёте, губернатор назначил новые выборы 5 октября с аннулированием предыдущих результатов.
Благодаря покровительству П. Ф. Лесгафта, в короткий период после освобождения до Октябрьской революции Морозов опубликовал 113 книг и статей. Все опубликованные к тому времени труды Н. А. Морозова подверг весьма едкой характеристике В. В. Розанов в рецензии от 13 апреля 1910 года:

Г-н Н. Морозов замечателен четырьмя вещами: 1) тем, что он 20 лет просидел в Шлиссельбургской крепости, 2) тем, что, выйдя из неё, он немедленно женился, о чём говорил весь Петербург, 3) что он нелепо объяснил Апокалипсис и 4) что Репин написал с него изумительный портрет, но сбоку, так что глаз не видно, «глаза» портрета ничего не говорят… Этими четырьмя поступками он составил себе быструю репутацию колеблющегося смысла, но настолько громкую, что куда бы ни появился, что бы ни написал, все бегут смотреть или спешат читать: «А, да ведь это Н. Морозов», «который 20 лет просидел в одиночке, вышел и женился». Признаюсь, репутация его мне не нравилась, и в особенности казалась нескромною явная претенциозность в науке, которую он хотел «переворотить и обновить»… Он о чём-то совещался и что-то оспаривал и у Д. И. Менделеева насчет его периодического закона элементов, и тоже «не соглашаясь», «опровергая» и «открывая новое». <…> «Апокалипсис» и «Физико-химия» читаются только из вежливости к «шлиссельбургскому узнику», который вместо того, чтобы с ума сойти, как, вероятно, со многими и случилось бы, над чем-то копался и что-то писал…— Новое время. 1910. №12244. С. 5.

#### Аэронавтика

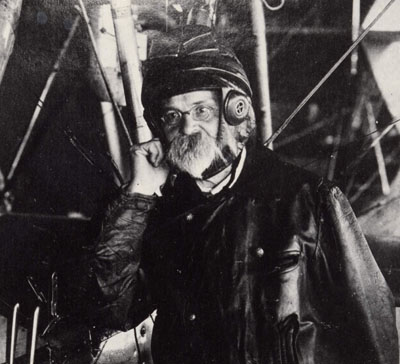
Морозов — аэронавт

После открытия Императорского аэроклуба при поддержке своих коллег по Астрономическому обществу в 1910 году Морозов стал его членом и 15 сентября совершил первый полёт на аэроплане под управлением Л. М. Мациевича. Событие не осталось незамеченным прессой, вызвав, в том числе публикации, в которых говорилось, что бывший народоволец желает бросить бомбу в императорское семейство с воздуха. Эти предположения вызвали смех на одном из заседаний Государственной Думы, но также спровоцировали полицейский обыск на дому Н. Морозова. 31 октября того же года Морозов совершил подъём на аэростате. Аэростат «Треугольник» под управлением капитана Б. Гебауера и Д. Фритца поднялся на 3200 м и был от Петербурга отнесён к деревне Вересь в 28 км от станции Дивенской. В мае 1911 года, увлёкшись астроспектрографией, Николай Морозов совершил второй подъём на аэростате, чтобы провести съёмку в лучах восходящего Солнца. Николай Александрович прочитал статью Тимирязева о том, что, якобы, Лоуэлл и Слайфер обнаружили в спектрах планет (в том числе Урана и Нептуна) линии хлорофилла. В полёте участвовали поручик М. Н. Канищев и преподаватель Технологического института В. И. Ярковский. 17-часовой полёт завершился на железной дороге в 40 вёрстах от Вологды; проходящий поезд эвакуировал аэронавтов с корзиной и оболочкой. Общая дистанция полёта составила около 600 км. Однако фотографии спектрограмм оказались неудачными.
4 апреля 1912 года должно было произойти солнечное затмение, и Морозову удалось договориться о подъёме на «Треугольнике». Пилотировали шар капитан А. Раевский и А. Шабский. Спектроскоп с фотоаппаратом был предоставлен Г. Тиховым из Пулковской обсерватории. Затмение началось, когда шар был на высоте 1750 м, а закончилось, когда шар поднялся на 2825 м. Сели в деревне Карманово Новгородской губернии. После того, как экипаж покинул корзину, оболочка аэростата была унесена ветром, её обнаружили и сочли всех аэронавтов погибшими, пока через трое суток они не вернулись в Петербург. Из семи сделанных спектрограмм удачными получились четыре, в том числе спектрограмма заснеженного хвойного леса. Последний полёт на аэростате Морозов совершил (в компании И. С. Цитовича) 4 апреля 1914 года. Чуть ранее, в конце марта 1914 года, совет Всероссийского аэроклуба назначил Н. Морозова главой «Комиссии научных полётов».

#### Последний тюремный срок
Проклятие! Пиши стихи в тюрьме,

Когда на воле ждёт не слово — дело!

Да, жить одной мечтою надоело…

Бесплодно бьётся мысль в моём уме,

Когда к борьбе с неправдой злой

Стремится всё живое,

Когда повсюду гнёт тупой

Да рабство вековое,

Тогда нет сил весь день сидеть

И песни о неволе петь!
По приглашению владельца издательства «Скорпион» С. А. Полякова в 1910 году Морозов собрал сборник своих стихотворений «Звёздные песни», так как их объединяло упоминание светил. Однако сомнение редакции вызвало «Беззвёздное стихотворение», которое якобы намекало на дело Азефа. Книга вышла в свет и неплохо продавалась, однако Комитет по делам печати возбудил дело против издателя «за дерзостное неуважение к верховной власти в России». Н. А. Морозов по собственной воле обратился в следственный комитет и был вызван на допрос 18 января 1911 года. 24 ноября 1911 года был назначен суд, поскольку в следственном деле фигурировал уже ряд стихотворений, «возбуждающих к учинению бунтовщических деяний», а именно: «Проклятие», «Памяти 1873—75 гг.», «Видения в темнице», «Древняя легенда», «Цепь», «Встреча» и «Пророк». Несмотря на то что все стихотворения вышли в составе сборника вторым изданием (тираж первого в 1906 году был пропущен цензурой и не вызывал нареканий и впоследствии), Морозов был приговорён к году тюремного заключения. Адвокатом шлиссельбуржца был В. А. Маклаков. Кассационная жалоба была подана и рассматривалась до 1912 года. Всё это время Морозова не стесняли, на лето супруги отправились в Артек в имение С. И. Метальникова. На отдыхе 15 июня 1912 года за Морозовым пришли полицейские, так как Московская судебная палата потребовала исполнения приговора ещё 22 мая, но документ очень долго шёл в Симферополь и задержался в губернском центре.
После телеграммы, направленной К. Морозовой члену Государственного совета М. М. Ковалевскому, пришло распоряжение перевести Морозова в Двинский замок для отбытия тюремного срока. Параллельно И. Е. Репин попытался обратиться к А. Ф. Кони, чтобы тот попытался вызволить Морозова. Хлопоты не принесли результатов. Тем не менее, в Двинске были просторные помещения и сносный режим содержания, вдобавок, Ксения Морозова, которая преподавала в Народной консерватории в Петербурге, могла регулярно навещать мужа. 26 июня Николай Морозов был отправлен из Ялты в Севастополь отдельно от этапируемых уголовных. Через Киев и Витебск Морозов был доставлен в Двинск. Узник сам оплачивал все необходимые удобства, включая отопление камеры, баню и прогулки на купание. Репин прислал ему репродукцию своей картины «Запорожцы». Николай Александрович писал мемуары («Повести моей жизни»), на что тратил от четырёх до пяти часов в сутки, и при этом принципиально не читал ничего, чтобы не мешать приводить в порядок воспоминания. Далее он начал написание книги «Пророки» как продолжения «Откровения»; получил он и корректуру немецкого перевода «Откровения». 16 февраля 1913 года Морозов был амнистирован в связи с 300-летием дома Романовых, с чем его первым поздравил Репин. Из-за бюрократической процедуры на свободу Николай Александрович вышел 21 февраля. Вернувшись в Борок, летом Морозов был избран гласным избирательного собрания Мологского уезда. Иными словами, он даже не был ограничен в избирательных правах. 4 сентября в газете «Русское слово» сообщалось, что постановлением Ярославского по земским и городским делам присутствия Морозов был исключён из состава земских гласных, поскольку «у присутствия нет сведений, восстановлен ли Н. Морозов в правах после привлечения его в 1911 г. по 128 и 129 статьям Уложения о наказаниях, то есть в преступлениях, совершённых Н. Морозовым после амнистии».

#### Годы Первой мировой войны
Сентябрь — ноябрь 1914 года Морозов провёл в Борке, занимаясь перестройкой окончательно обветшавших усадебных флигелей. После начала боевых действий Николай Александрович устроился во Всероссийский земский союз и отправился в Польшу в качестве военного корреспондента. Он должен был информировать главное управление Всероссийского союза о деятельности в прифронтовой полосе, а также получил аккредитацию как корреспондент «Русских ведомостей». Варшавское отделение Союза не захотело иметь с ним дел; бывшему революционеру пришлось дойти до ставки генерала Н. В. Рузского, которому он дал обещание, что не будет вести агитации. Также он устроился работать в биологической лаборатории Союза в Жирардово, где изучали эпидемические заболевания и разрабатывали антисептики. Пребывание зимой на фронте вызвало жестокий бронхит, излечение от которого потребовало всего лета 1915 года, проведённого в Борке. Из своих очерков в 1916 году Морозов составил книгу «На войне», которая отразила дальнейшую эволюцию его мировоззрения. В очерке «Война как один из факторов психологической и общественной эволюции человечества» он писал:

…мотивами современных войн являются теперь или прямо освободительные великодушные идеи, или причины национального характера, в которых прежний личный эгоизм заменился эгоизмом национальным, а ведь это уже наполовину альтруизм, то есть переходная ступень к дальнейшей стадии гражданского развития человеческого рода, единого во всех своих письменах и народах.— Морозов Н. На войне: Рассказы и размышления. Пг.: Изд. Б. С. Бычковского, 1916. С. 148.
Подобные взгляды (которые могут характеризоваться как «странные») объяснялись дистанцией «планетарного сознания», которое Морозов пропагандировал.
В августе 1915 года супруги Морозовы поездом отправились на Дальний Восток. Собственно, идея посетить города Сибири вынашивалась Николаем Александровичем ещё с 1909 года, о чём свидетельствует переписка с Г. Потаниным. Ксения Алексеевна должна была дать серию сольных фортепианных концертов, причём по договору с антрепренёром Меклером 60 % прибыли должно было достаться Морозовым. Первым пунктом был Иркутск, где сам Николай Александрович прочитал две лекции: о философском камне и о своих полётах на аэропланах и аэростатах; такая же тематика выдерживалась до конца турне. Также Морозов служил для своей супруги конферансье и читал собственные стихи в перерывах между номерами. Далее выступления переместились в Читу, Верхнеудинск и Хабаровск. Морозов побывал на строительстве моста через Амур. Далее через Харбин турне продолжалось до Никольска-Уссурийского и Владивостока. На обратном пути были посещения Красноярска и Томска (здесь всё-таки состоялась встреча с Г. Потаниным), Новониколаевска, Екатеринбурга. В Перми произошла неожиданная встреча с К. Бальмонтом, который пришёл на концерт К. Морозовой. В Петербург добирались через Архангельск и Вологду. Антрепренёр для рекламы поместил на афиши в столице «шлиссельбуржец Морозов», из-за чего концерт был запрещён, а Меклер получил три месяца административного ареста.

#### Две революции 1917 года

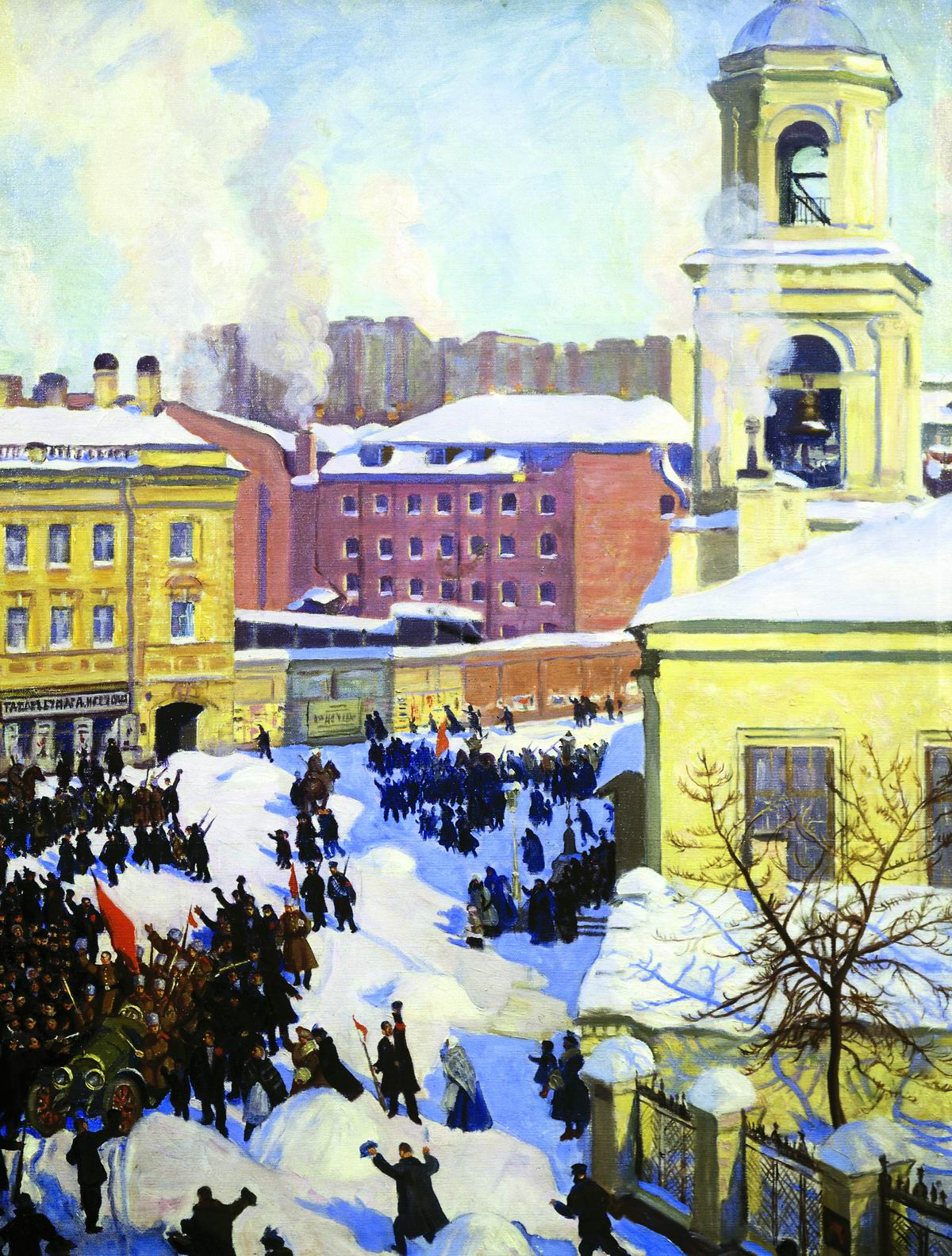
Борис Кустодиев. 27 февраля 1917 года. Холст, масло. 90 × 72 см. Государственная Третьяковская галерея

После свержения самодержавия здание Петроградских высших курсов было занято штабом ревкома, и в нём проходили заседания Совета рабочих и солдатских депутатов. В помещениях Биологической лаборатории неоднократно выступал В. И. Ленин. Тем не менее, старый радикал Морозов при всём своём оптимизме оказался далёк от революционной восторженности. Ещё 15 февраля он сообщал одному из своих корреспондентов, что перестал интересоваться делами Государственной Думы: «в полемику ни с кем пускаться не буду, уж больно противный тон принимает она всегда у наших публицистов». В результате бывший народник заявил, что будущее России — в развитии капитализма в союзе с наукой. 11 мая 1917 года Морозов выступал об этом на организационном собрании Свободной ассоциации положительных наук, и его речь была опубликована в кадетском издании. Ранее, 26 апреля 1917 года, Морозов обратился к министру иностранных дел М. И. Терещенко, предложив свои услуги «какому-нибудь научному или техническому учреждению (метеорологическому, химическому и т. д.)». В этом послании он также утверждал, что выступает «за сохранение частновладельческого строя как единственно приспособленного к психологии современных поколений». Собирался он баллотироваться от Мологского уезда и в Учредительное собрание как беспартийный и вообще старался разумные (с его точки зрения) инициативы Временного правительства поддерживать своим авторитетом. Например, это касалось реформы орфографии и подписки на «Заём свободы». В сентябре 1917 года было открыто Демократическое совещание с эсеровским большинством, в работе которого Морозов принимал участие от академической группы, но скепсиса не скрывал. Был он избран и в состав Временного совета Российской республики.
Встретив октябрьские события в Москве (Ксения Алексеевна безвыездно пребывала в Борке), Николай Александрович за собственный счёт издал 16-страничную брошюру «Семь дней революции. События в Москве: Дневник очевидца». К событиям он относился и как мыслитель-глобалист, и как обычный человек: когда его обворовали в трамвае (19 октября 1917 года), предложил в газете совет пришивать внутри карманов иголки, чтобы жулик не мог безнаказанно вынуть руку. В Учредительное собрание Морозов избран не был, и о полученном опыте с нескрываемой радостью писал 14 ноября: «…среди крестьян такая гражданская темнота и слепота, что руки опускаются. Подачу голоса они называют „припиской к партии“, каждый должен приписаться к какой-нибудь, тогда что-нибудь получит от неё, а то останется ни с чем, и все страшно встревожены, как бы не „приписаться неудачно“, то есть к такой партии, которая окажется „не у власти“, то есть будет вытеснена другою, которая будет мстить за неприписку к ней».
31 декабря 1917 года Морозов написал жене: 

…ты …уже знаешь последний декрет правительства комиссаров, отменяющий оплату купонов процентных бумаг, но я не знаю, понимаешь ли ты вполне смысл этого! Это значит, что мы с тобой, а также и мамаша в Борке и все, кто в нашем положении, — отныне нищие. Это все равно, лежат ли бумаги в банке на хранении или на дому. Их никто более не купит, а потому и я, и ты, и Верочка имеем для дальнейшей жизни лишь ту физическую силу, которая сохранилась в наших руках, или те неотъемлемые знания, которые накопились у нас в голове. Но это последнее богатство теперь в загоне и презрении в наших великорусских областях и на время должно храниться в запасе. Единственное средство интеллигентных людей теперь — крепко цепляться друг за друга…

### Николай Морозов в Советской России (1918—1946)

#### Вживание в советскую систему

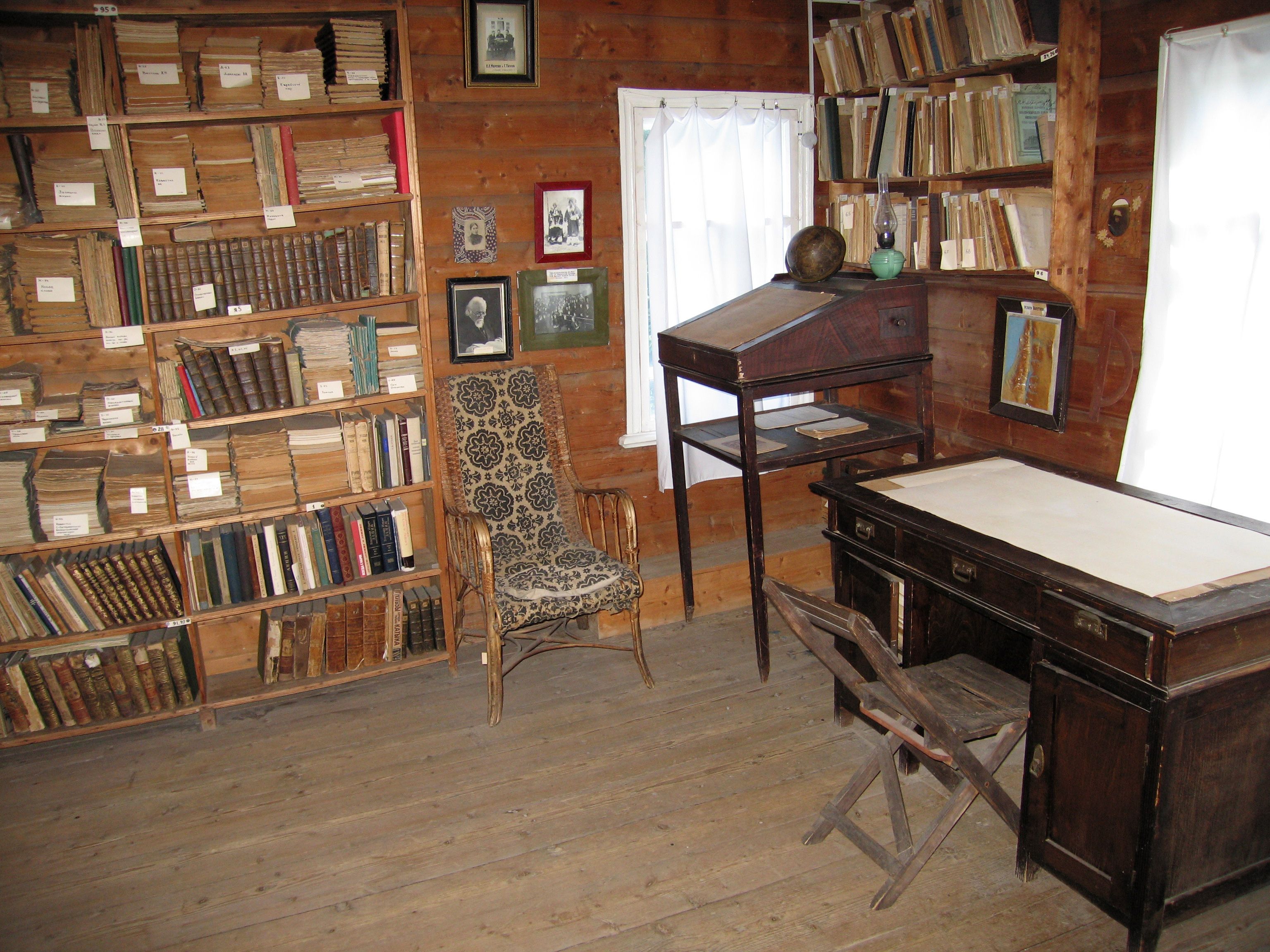
Летний кабинет Н. Морозова в Борке. Фото 2009 года

Вопрос физического выживания для Н. А. Морозова остро встал зимой 1917—1918 годов. Число слушателей вечерних Лесгафтовских курсов за революционный год сократилось (около 400, из которых успешно выпустились только 47, и новых заявлений было всего 150). Директор Биологической лаборатории С. И. Метальников не вернулся из Крыма, где начал создание Таврического университета. В этих условиях Совет курсов и лаборатории избрал своим директором Николая Александровича, вероятно, рассчитывая на то, что он будет авторитетен для новой власти. Частное учреждение было решено преобразовать в Естественно-научный институт имени П. Ф. Лесгафта. Морозову удалось добраться до А. В. Луначарского, в результате 26 апреля 1918 года Наркомпрос утвердил его в должности директора. Кроме того, в письме от 17 июня Г. Н. Потанин извещал Морозова, что Томский технологический институт избрал Николая Александровича ординарным профессором. 1919 год Морозов провёл в Петрограде, пользуясь репутацией «защитника»: ему удалось освободить из-под ареста директора Пулковской обсерватории А. Белопольского. За арестованных он хлопотал все 1920-е годы, пока откровенно не получил совет из ОГПУ не вмешиваться, «если не хотите идти на наше место».
Николай Морозов состоял членом совета Ленинградского отделения Общества бывших политкаторжан и ссыльнопоселенцев.
Следующей важной задачей было спасение родового имения: даже в самые тяжёлые годы Гражданской войны Николай Александрович всегда подолгу жил в Борке. Из переписки следовало, что крестьяне расхитили всех кур, а в обмен на продукты принципиально не брали денег и взвинчивали цены. 20 июля 1918 года крестьянский комитет отобрал у Морозова луга, что вынудило его продать половину скота. В декабре по доносу был устроен обыск в Борке, который, по сути, превратился в ограбление. Николай Морозов ещё после Февральской революции предложил министру земледелия А. И. Шингарёву передать имение в дар «под какое-нибудь культурное учреждение». По договору с Ярославским земством Николай Александрович должен был пожизненно пользоваться домом и частью полей, а также получать пожизненную пенсию. Аналогичное соглашение было заключено 20 июня 1920 года по договорённости с наркомом земледелия С. П. Середой. В январе 1921 года последовало письменное распоряжение Наркомзема (за подписью А. И. Муралова) о недопущения своеволия по отношению к Морозову. В газете «Известия» от 16 ноября 1922 года было опубликовано постановление коллегии Наркомзема о предоставлении имения Борок в пожизненное пользование. Самому Морозову из-за его невыполнения пришлось обращаться к Л. Б. Каменеву. 24 января 1923 года вышло постановление Совнаркома за подписью Л. Каменева:

Предоставить в пожизненное пользование Н. А. Морозова имение «Борок» Рыбинской губернии со всеми постройками, живым и мёртвым инвентарем, в нём находящимися. <…> Освободить имение «Борок» от всех денежных налогов и продналога, приравнять таковое к государственным культурным хозяйствам.
Многократно тиражируемая легенда о личном распоряжении В. И. Ленина о передаче Борка Морозову была сочинена им самим ещё в 1930-е годы, когда осуждённого Каменева упоминать было опасно. Личное письмо вождю Н. А. Морозов написал в июле 1919 года, когда решалась судьба Лесгафтовского института — его предполагалось слить со Вторым пединститутом. Впрочем основную часть послания составляло изложение теории Морозова, которая затем стала основой для написания «Христа». Послание Ленину осталось неотправленным в архиве Николая Александровича.

#### Директор института

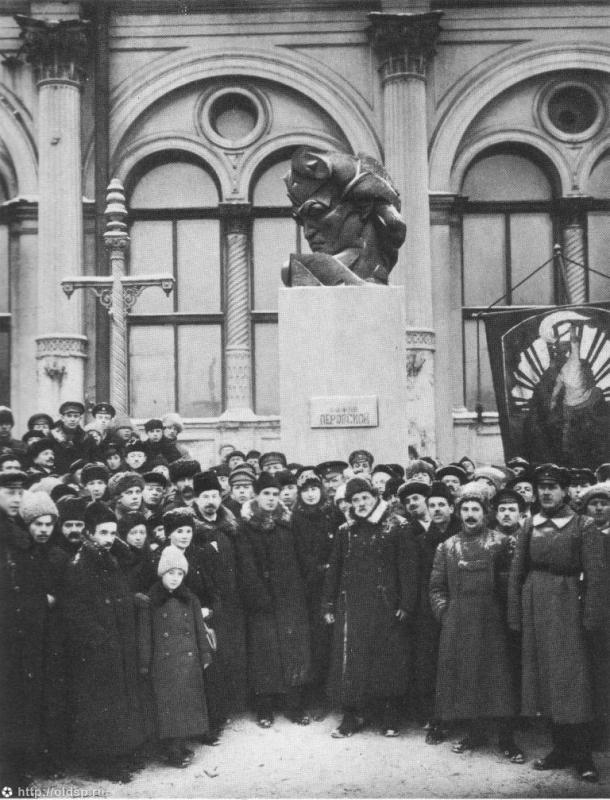
Открытие памятника Софье Перовской в Петрограде 29 декабря 1918 года. В первом ряду А. Луначарский, автор скульптуры О. Гризелли и Н. Морозов

По факту, согласиться на директорство в Естественнонаучном институте им. Лесгафта Н. А. Морозова заставила отчаянная нужда 1918 года и перспектива лишиться имения. Эту должность, однако, он сохранил до конца жизни, поскольку она не только давала большие материальные блага сотрудникам (которые получались помимо регулярных бюрократических процедур, по связям директора), но и позволяла принимать их вне штата и легализовать деятельность. В 1918 году Николай Александрович создал и возглавлял астрономический отдел института, преимущественно работавший над занимавшими его темами — астрономической привязкой событий древней истории. Под началом Морозова работал серьёзный коллектив специалистов, распределённых по десяти отделениям: Л. А. Орбели (отдел физиологии), Н. В. Весёлкин (глава отдела физиологической химии), Г. А. Тихов (отделение астрофизики) и др. До разгрома в 1931 году Общества любителей мироведения оно было тесно связано с Институтом. С 1919 года почётным членом Общества мироведения был по инициативе Морозова принят К. Э. Циолковский, которому он затем сумел «выбить» пенсию научного работника, ставшую единственным источником его существования на многие годы вперёд.
В 1927—1929 годах Н. А. Морозов разрабатывал проект Историко-методологического общества, основную работу над уставом и программой которого проводил В. Р. Мрочек. Предполагалось осуществить комплексное исследование истории развития цивилизации, связав воедино типы хозяйства и техники, способы организации государства, взаимодействие науки и техники. Планировалось выявить цель, объём и содержание научной работы, социальный тип учёных и качество их подготовки, то есть организацию и трансляцию научной традиции. Глава будущего общества не скрывал, что преследовал целью перепроверки положений своей книги «Христос» и их дальнейшее развитие. Главнаука отказала в регистрации нового общества, аргументировав это тем, что структур Академии наук вполне достаточно для реализации подобных проектов, что означало непризнание программы Морозова, а особенно — его руководства над нею.
В отличие от своего товарища-народовольца М. Фроленко, Н. Морозов так и не вступил в ряды ВКП(б), аргументируя это тем, что не имеет времени на партийную работу, а быть членом партии — это в первую очередь активно работать над социальными проблемами. В 1935 году Николай Александрович был избран депутатом Ленсовета XIV созыва и в первый год работал в комиссии по проверке научных учреждений. Далее он написал заявление об освобождении от обязанностей вследствие большой загруженности в институте.
В 1939 году, после того как Л. Орбели был избран академиком и назначен директором Института Павлова, наметился раскол, связанный с преобладанием биологической тематики в развитии Лесгафтовского института. В 1945 году выяснилось, что в прежнем виде институт существовать не может, поскольку в структуре Наркомпроса не нужен, а его отделения, где остались только старые кадры, могли безболезненно влиться в разные структуры Академии наук. Однако фактически это было осуществлено в 1957 году — через 11 лет после кончины Н. А. Морозова.

#### Почётный академик
В связи с «академическим делом» в 1929 году по отделению исторических наук АН СССР освободилось два вакантных места. В этой связи была развёрнута кампания по избранию Н. А. Морозова в действительные члены Академии наук, главным инициатором которой был юрист В. Л. Блюменау (1889—1949). Рекомендацию Морозову дало Общество старых большевиков. Кроме того, Николай Александрович передал Академии часть своего имения Борок в подарок для организации дома отдыха и работы научных сотрудников. Доклад по кандидатуре почётного членства в АН СССР (с 1945 года это звание именовалось «почётный академик») для Морозова делал непременный секретарь Президиума Академии историк социалистической мысли В. П. Волгин; заседание проходило 27 марта 1932 года. «За» проголосовало 39 участников сессии, «против» — 7. Вместе с Николаем Александровичем был избран и Ромен Роллан, а действительным членом Академии стал её будущий президент С. И. Вавилов.
Выражением статуса Н. А. Морозова в научно-административной системе того времени служили регулярно отмечаемые юбилеи. Для его 70-летия в 1924 году был абонирован Михайловский театр, в церемонии участвовало около 3000 человек. Приветственную речь читал А. В. Луначарский, сцена была декорирована как общая тюремная камера. Торжественно отмечались с широким освещением в прессе его 75- и 80-летия. На юбилее 1934 года в газете «Правда» подчёркивалось, что Морозов «60 лет своей жизни провёл в неутомимой борьбе, родился в эпоху крепостничества и дожил до эпохи социализма». Постановлением ВЦИК на заседании от 20 июня 1934 года Морозову было присвоено звание заслуженного деятеля науки РСФСР. Даже находясь на девятом десятке, Николай Александрович был бодр физически и духовно, что видно из документального фильма, снятого о нём в 1941 году. К 85-летию Морозова сотрудники Института стали хлопотать о присуждении своему директору ордена Ленина. Однако В. М. Молотов назвал Николая Александровича «идейным противником Ленина», недостойным носить орден его имени, и тогда ограничились орденом Трудового Красного Знамени. В 1944 году Морозов всё же был награждён орденом Ленина в честь собственного 90-летия, а в 1945 году — в честь 220-летия Академии наук.

#### Последние годы жизни

Г. Верейский. Портрет почётного академика Морозова. Бумага, карандаш, 1945. Хранится в Архиве РАН

Великая Отечественная война застала морозовское семейство в Борке. Было решено не эвакуироваться, в имении приютили родственников и сотрудников Лесгафтовского института, в том числе Елизавету Пельконен — племянницу учителя-сапожника юного Николая. Оставшимся в Ленинграде отправляли продуктовые посылки. 90-летний юбилей почётного академика праздновали тоже в Борке, куда приехал О. Ю. Шмидт (в первый раз он приезжал в имение ещё весной 1942 года из казанской эвакуации). Предполагалось наградить его званием Героя Социалистического Труда (в представлении упоминались также В. Обручев, Л. Орбели и Т. Лысенко), но И. Сталин дал распоряжение наградить Морозова вторым орденом Ленина. Историк Валентина Твардовская так характеризовала награждения:

Советская власть, награждая почётного академика Н. А. Морозова…, подчёркивала, что отдаёт дань не только его научным, но и революционным заслугам. Образ учёного-революционера должен был стать символом связи науки и революции, преемственности революционной традиции. С реальной личностью Морозова этот образ уже имел мало общего, но эпоха нуждалась в своих символах, мифах, легендах.
С годами войны связан и примечательный миф, распространяемый с 2000-х годов. Согласно этому мифу, Н. А. Морозов являлся «старейшим участником Великой Отечественной войны», который ещё в 1939 году окончил снайперские курсы ОСОАВИАХИМа и якобы участвовал в боевых действиях на Волховском фронте, за что и был награждён орденом Ленина. В литературе ранее 2007 года, а также в архивных документах, сведений об этом нет. Сам Николай Александрович писал председателю Ленгорисполкома П. Попкову, что на время войны был оформлен в длительную командировку на станции АН СССР в Борке. Кроме того, зимой 1942 года он был доставлен в Кремлёвскую больницу, где ему была сделана урологическая операция. В плане научной работы астрономического отдела Лесгафтовского института значилась тема «Теоретические основы геофизики и метеорологии». Морозов доказывал, что воздействие Галактики на метеорологические и геофизические процессы Земли имеет закономерный характер и настолько велико, что без его учёта невозможно научное предсказание погоды.
В 1945 году Николай Александрович обратился к С. И. Вавилову, вновь избранному президентом АН СССР, с просьбой о предоставлении квартиры в Москве. Аргументировалось это ухудшением здоровья, делающим невозможным проживание в Борке зимой, и тем, что ленинградская квартира за годы блокады пришла в полную негодность. Осенью того же года квартира была предоставлена на Большой Калужской улице, недалеко от здания президиума Академии наук. Жил он, однако, в академических санаториях «Узкое» и «Барвиха». 30 июля 1946 года почётный академик скончался в Борке. Похороны прошли в усадебном парке, на них присутствовали академик В. Н. Сукачёв, член-корреспондент С. И. Вольфкович, партийное руководство Ярославской области. В честь 100-летия Морозова на могиле был открыт памятник работы скульптора Г. И. Мотовилова. Торжественную церемонию возглавили И. Д. Папанин и А. И. Опарин.

## Интеллектуальная деятельность

### Естественнонаучные и математические публикации
По словам А. Шикмана:

Новаторства и оригинальности в дилетантских трудах Морозова более чем достаточно. Среди его работ есть неплохие учебники и справочные пособия, но никаких открытий в них нет. Бывало, что и хорошего изложения уже известного тоже не получалось.

#### Физическая химия и история химии
Первым опубликованным трудом Н. А. Морозова был «Периодические системы строения вещества. Теория образования химических элементов», который, как следует из ноябрьского письма 1906 года В. Фигнер, печатать пришлось за собственный счёт. Находясь в Шлиссельбурге, Морозов был отрезан от поступлений научных журналов и новейшей литературы. Бывали ситуации, когда Н. Морозов мог основываться лишь на тех материалах, что «накопились в голове за прежние годы». Отмечается, что Морозов был одним из первых, кто разработал теорию о сложном строении атома, объяснил явления изотопии и радиоактивности, обосновал теорию синтеза и взаимопревращаемости атомов. Предварив ряд открытий XX века, шлиссельбургский узник явился, по мнению С. Вольфковича, одним из основоположников современной атомистики. В 1910 году книга Морозова была переведена на немецкий язык. Отзыв-реферат на эту работу был опубликован в международном «Журнале физической химии». Автор отзыва — В. Оствальд — дал «благоприятную и лестную оценку книге».
Академик С. Вольфкович обращал внимание на то, что «представления Морозова о строении атома и возможности использования атомной энергии сильно отличались от современных». Он особо подчёркивал, что Морозов «не знал ничего о ядрах и ядерных силах, не представлял движения элементарных частиц». Именно это обстоятельство делает, по мнению Вольфковича, особо значимым тот факт, что уже в то время «Морозов убеждённо отстаивал сложность построения атома и возможность взаимопревращения элементов» и ещё в начале XX века «предвосхитил открытие изотопов, открытие электрона и позитрона, открытие наведённой радиоактивности».
Большим успехом пользовалась научно-популярная книга Морозова «В поисках философского камня» (СПб., 1909), которая оказалась как первой книгой по истории алхимии на русском языке, так и популярным очерком истории химии как науки. Многие советские химики признавались, что выбрали свою профессию, находясь под впечатлением от «прочитанной в детстве „алхимической“ морозовской книжки». Вместе с тем данная книга отражала гуманитарные интересы своего автора и выражала присущий ему позитивистский подход. Он много писал о наличии и доступности исторических источников — алхимических произведений, и обратился к оценке их достоверности, которая следовала из эпохи создания и включения в интеллектуальную коммуникацию. Реконструкция же истории химии как таковой была проведена Морозовым с позиций умеренного антикварианизма, когда он указывал на случайность открытий и своеобразия их интерпретации в контексте времени. Использовал он также исторический и психологический метод, сравнивая собственные тюремные переживания с опытом Роджера Бэкона. З. Шептунова отмечала, что поскольку Н. Морозов не был профессионально знаком с историей химии, он демонстрировал весьма спорные положения. Например, он утверждал, что «химия породила магию», что в средние века «содержание химии было слишком незначительно», и, поскольку она не составляла тогда самостоятельной области знания, была тесно связана с моралью. Для его метода характерен редукционизм: Морозов подходил к истории отдельных дисциплин с позиции истории науки в целом, а исторические факты рассматривал с точки зрения свершившихся открытий. В то же время З. Шептунова отмечала гармоничность соединения исторической науки с идеями современности в книге Николая Александровича. С. Вольфкович считал, что и в 1970-е годы книга была полезной для просвещения школьников, и сетовал, что проект переиздания «Философского камня» с обстоятельным научным комментарием в издательстве «Наука» так и не осуществился.

#### Теория относительности, теория вероятностей, статистический анализ
Попытки Николая Александровича обратиться к теории относительности вывели его за пределы научного знания. Так, в 1919 году он попытался обосновать неправильность принципа относительности Эйнштейна. На следующий год вышла книга «Принцип относительности и абсолютное: Этюд из области проявления волнообразного движения». В 1922 году Морозов был обозначен как редактор монографии Эйнштейна «Специальная и общая теория относительности», вышедшей в переводе его знакомой и биографа Л. Круковской.
Математические выкладки Морозова встречали ироническое отношение даже в среде людей, далёких от точных наук. Так, Л. Липавский иронизировал над занятиями Я. Друскина: «Что ни проделаешь с числами, всегда что-нибудь получится; это конечно любопытно. Можно, например, перемножать номера телефонов. Но ты к тому же любишь ещё ниспровергать. Быть тебе в математике шлиссельбуржцом Морозовым». Главные печатные работы Морозова по математике: «Начала векториальной алгебры в их генезисе из чистой математики» (1909) и «Функция. Наглядное изложение дифференциального и интегрального исчисления и некоторых его приложений к естествознанию и геометрии: Руководство к самостоятельному изучению высшего математического анализа» (1912). В рецензии Б. Кореня о второй книге сказано, что «мало места уделяет обосновывающим теоремам, но направляет главное усилие на дидактическое уяснение метода обоих исчислений и добытых результатов». Специальный разбор математических трудов Морозова представил Б. А. Розенфельд:

Н. А. Морозов ставит вопрос о том, когда мы имеем право складывать величины различной природы, или, по его терминологии, «различные именованные величины». В современной математике такого вопроса нет: современный математик может складывать или объединять в одно множество элементы самой различной природы. Но подход Морозова к математике был подходом не математика, а естествоиспытателя, поэтому он ставит этот вопрос…
Равным образом, Б. Розенфельд признал дилетантским труд «Христос или Рамзес?». Морозов на основе подсчёта вероятности совпадений заявлял о невозможности совпадений в мировой истории. Неудачей закончилось и применение Морозовым статистического метода, описанное в книге «Лингвистические спектры. Средство для отличения плагиатов от истинных произведений того или иного известного автора» (1916). Основой этой книги была статья 1913 года, вызвавшая отповедь А. А. Маркова в «Известиях Императорской академии наук». Николай Александрович исходил из постулата, что у каждого писателя имеется индивидуальная закономерность употребления союзов, частиц, предлогов, что позволяет алгоритмизировать её и представить в табличной форме. Такие таблицы автор именовал «лингвистическими спектрами». Не ограничиваясь русским языком, он заявил, что сочинения Платона написаны не одним человеком, а целой школой. Б. Розенфельд отмечал, что успешное решение задачи математической атрибуции текстов было впоследствии предложено А. Н. Колмогоровым. Морозов не владел теорией вероятности и математической статистикой на профессиональном уровне, что и приводило к неоднозначности его выводов.

### Историко-культурные взгляды и проекты

#### «Откровение в грозе и буре» и «Пророки»

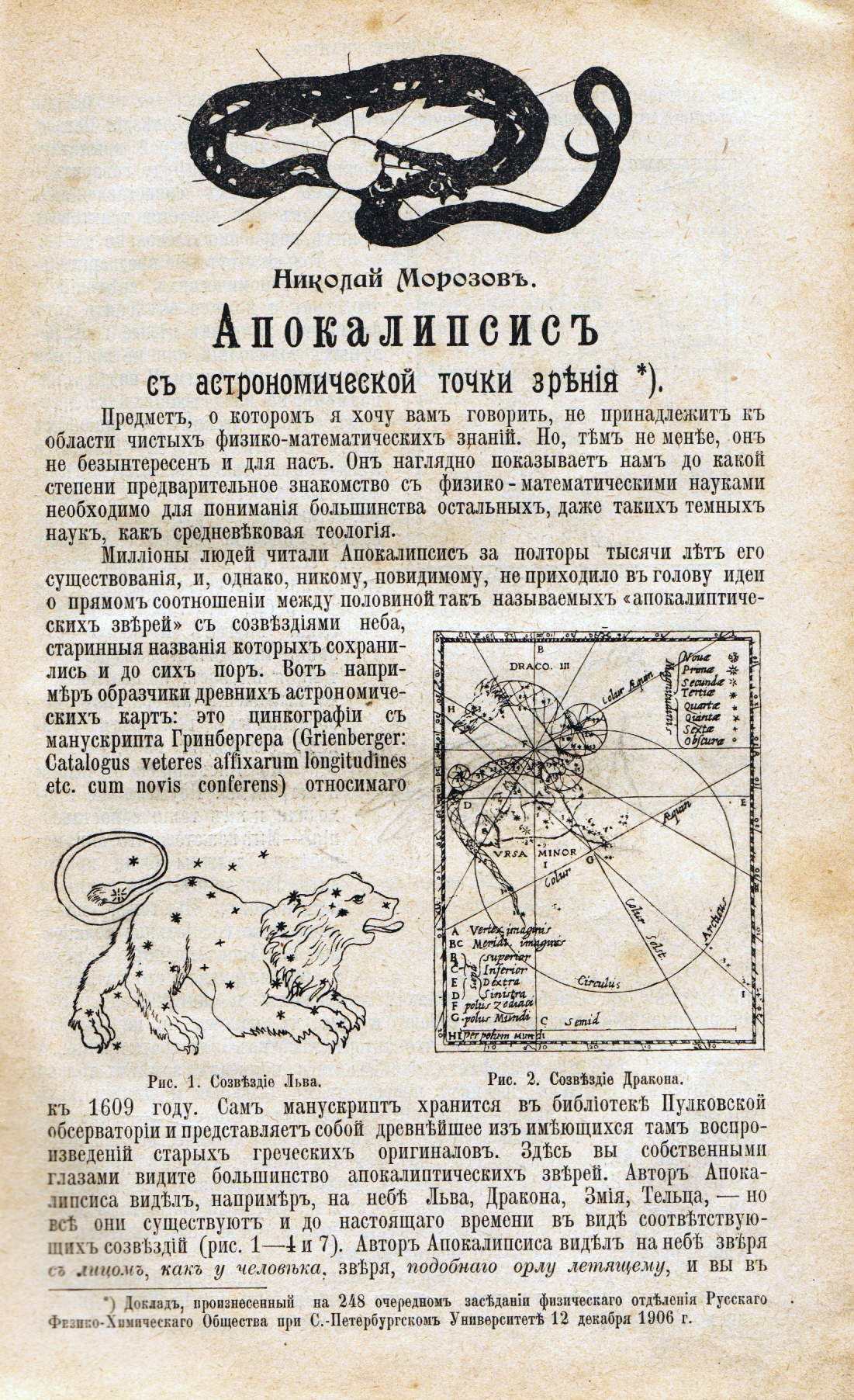
Выйдя из заключения, Н. Морозов наполнил многочисленными публикациями самые разные русские журналы. «Вестник знания», 1907, № 2

Первое публичное выступление Н. А. Морозова «Апокалипсис с астрономической точки зрения» состоялось 12 декабря 1906 года на заседании физического отделения Русского физико-химического общества. Текст доклада был опубликован в журнале «Вестник знания» (1907, № 2). Однако своё первое историко-культурное сочинение «Откровение в грозе и буре. История возникновения Апокалипсиса» (1907) Морозову пришлось публиковать за собственный счёт, получив перед тем негативный отзыв о рукописи со стороны коллеги по Шлиссельбургу Германа Лопатина. Тем не менее, книга распродавалась и до 1910 года выдержала ещё два издания, была переведена на эстонский, польский и немецкий языки. Её содержание сводилось к тому, что символы Откровения Иоанна Богослова (кони и всадники) Морозов отождествил с небесными явлениями: кони — планеты, всадники — созвездия. Николай Александрович вычислил, что такое расположение планет можно было наблюдать с острова Патмос только в ночь на 30 сентября 395 года. Из этого следовало, что Апокалипсис был создан IV веке, а не в I, и его автором был не евангелист Иоанн, а знаменитый проповедник Иоанн Златоуст. Дальнейшие умозаключения привели Морозова к идее, что Иисус Христос на самом деле был Василием Великим, архиепископом Кесарийским, современником Иоанна Златоуста, и был распят («столбован») 20 марта 368 года.
Профессиональные историки и философы единодушно отвергли построения Морозова. Если Н. П. Аксаков назвал свою рецензию «Беспредельность невежества», то весьма глубокий анализ теории Николая Александровича дал В. Ф. Эрн. Признавая ценность подхода Морозова к истории религии (то есть попытки антирелигиозной полемики, опирающейся не на эмоциональное отрицание, а на рациональные доводы), Эрн отмечал дилетантизм в его разработке и применении. В первую очередь, это касалось неочевидности отождествления небесных явлений с символизмом шестой главы Апокалипсиса. В. Эрн убедительно показал ненаучность рассуждений Морозова, игнорирование и искажение им контекста, то есть некритичность предложенных методов. Интерес же к книге Эрн объяснял «сочувствием к человеку, которому выпал исключительный жребий оставшегося в живых мученика», а не научной ценностью его мыслей. Историк Н. М. Никольский особо анализировал филологические выкладки Морозова в связи со значениями слова «Христос», показав, что «психологически книга Морозова понятна и ценна, и русский читатель поймёт её и даже увлечётся ею. Но для того, чтобы быть научным исследованием, ей недостаёт самого главного: изучения предмета и научного метода». Негативную рецензию на издание 1910 года выпустил и П. А. Юнгеров.
За рубежом «Откровение» вызвало некоторый резонанс. На сессии 6 мая 1908 года Н. Морозов удостоился членства во Французском астрономическом обществе за публикацию этой книги. Немецкий перевод (Die Offenbarung Johannis, eine astronomisch-Historische Untersuchung) вышел в октябре 1912 года и удостоился положительных отзывов только со стороны Артура Древса. Профессор Древс отрицал историческое существование Иисуса Христа, поэтому принял все аргументы Морозова и назвал их «новой эрой разработки древней истории». Книга Древса «О личности Христа» вышла в русском переводе в 1913 году как раз с предисловием Морозова; в 1920-е годы она использовалась для антирелигиозной пропаганды. Кроме того, в 1940—1941 годах реферат книги Морозова был опубликован на английском языке в журнале «Popular Astronomy» и удостоился отдельной рецензии астронома Николая Бобровникова. Бобровников признал русский оригинал книги «увлекательным», но это единственное его достоинство. Отождествление реально существующих планет признаётся неубедительным, как и трактовка описания солнечного затмения (с тем же успехом оно могло быть и лунным). Бобровников именовал окончательные выводы Морозова «полной бессмыслицей» (sheer nonsense) и приводил результаты своей консультации у филолога, который заявил ему, что это то же самое, как «доказывать, что „Кентерберийские рассказы“ написал не Чосер, а Байрон».
Тематика «Откровения» была продолжена в 1914 году в книге «Пророки. История возникновения библейских пророчеств, их литературное изложение и характеристика», в которой применялся тот же метод. Николай Александрович доказывал, что ветхозаветные пророческие книги были созданы позже Апокалипсиса, то есть позже пятого века нашей эры. Данная книга не имела успеха у публики, хотя специалисты обратили на неё внимание. Первая рецензия была дана Д. Святским. Проанализировав его выкладки, астроном пришёл к выводу, что «…здесь не только астрономическая картина определяет дату, а по предвзятой мысли определяется астрономическая картина и затем уже желаемая дата. Но таким путём можно, конечно, отнести комету Иеремии к какой угодно эпохе». Д. Святский отмечал, что Морозов игнорировал достижения библеистики и даже историю астрономической науки.

#### «Христос» и историология
В 1921 году Н. А. Морозов обратился к секретариат В. И. Ленина с просьбой о публикации книги «Христос» в Петроградском Госиздате. А. Луначарский, к которому переадресовали запрос, писал:

Лично я с книгой знаком. Это совершенно сумасбродная вещь, доказывающая на основании нелепой выкладки, к какому числу могут быть отнесены затмения Солнца и Луны, указанные в Евангелии, как сопровождавшие распятие Христа, произошедшее, по Евангелию, в пятницу, что Христос жил не в первом веке, а в V, отрицающая на этом основании в качестве мифов таких лиц, как Цезаря, который почему-то оказывается Юлианом Отступником, как Августа и т. д. как относящихся на самом деле к Средним векам, и т. д. и т. п..
В августе 1924 года Николай Александрович обратился к Дзержинскому по вопросу публикации, которая началась практически немедленно. В опубликованном виде (к 1932 году) «Христос» включал 7 томов суммарным объёмом свыше 5000 страниц.
По мнению Н. Морозова, до I века н. э. (христианская эра именовалась им «александрийской») никакой истории вообще не было. Первый век — это конец эпохи каменного века на берегах Средиземного моря, изобретение колеса и топора. Второй век — эпоха папируса и пергамента, бронзы и железа. Третий век — широкое использование железа, основание «латино-эллино-сирийско-египетской империи», представлявшей собой единое государство с единой историей, которую учёные ошибочно (с точки зрения Морозова) принимают за историю разных государств; Египта, Греции, Рима, Вавилона, Ассирии. Четвёртый век — «Столбование» Василия (Иисуса Христа), появление Апокалипсиса и начало христианства. Пятый век — появление библейской литературы. Иными словами, всё знание о древнем мире, по Морозову — не что иное, как «волшебные сказки», созданные средневековыми авторами и систематизированными в так называемую эпоху Возрождения, которую правильнее называть эпохой Нарождения науки, литературы, искусств. Человечество непрерывно двигалось по лестнице прогресса без скачков и провалов, поднимаясь к истинному познанию природы и «умственному и материальному улучшению своей жизни». Иногда Морозов противоречил сам себе: он мог относить создание «Начал» Евклида и Альмагеста Птолемея и к XIV, и к XII веку.
«Христос» вызвал раздражённую реакцию у профессиональных историков и антиковедов и стал причиной как минимум трёх волн публикаций в советских научных изданиях. А. Б. Ранович в статье 1931 года «Методология Н. А. Морозова в истории античности» (основанной на материале вышедших к тому времени томов), отмечал, что Николай Александрович в присущей ему манере игнорировал «грандиозную по своим размерам и скрупулёзной тщательности работу по изучению античности, проделанную в течение двух тысяч лет историками, филологами, археологами и социологами». А. В. Мишулин обвинил Морозова в идеализме и иронически писал, что у Николая Александровича «не история творит хорошую или плохую астрономию, а всегда хорошая астрономия — ту или иную историю». По сути, методология исторического познания Морозова была редукционистской, то есть сводила исторические факты к простым и доступным исчислению данным.
Морозов пытался обратиться к И. В. Сталину, сообщив, что подготовил большой том о «грандиозном клерикальном подлоге, лежащем в основе всей официальной монархической „Истории государства Российского“», но вождь не захотел ни встречаться с ним, ни давать разрешения на публикацию. В содержательном отношении этот том («Новый взгляд на историю Русского государства»), был посвящён астрономическим несоответствиям в русских летописях. Морозов не обращался к новым источникам, полагая, что фактов уже достаточно, нужно предлагать новую интерпретацию. Согласно Морозову, не было татаро-монголов, а было «татарское иго» («татары» от Татры), вместо Орды Русь платила дань Ордену (лат. Ordo), русские князья ездили не в Сарай на Волге, а в Сараево на Балканах, Чингисханом был на самом деле римский папа Иннокентий III, а «Хан Батый» означает «Батяй», то есть всё тот же римский папа, и т. д. Иными словами, широко применялись лингвистические толкования восточноевропейских и азиатских топонимов на основе европейских языков. От захвата Константинополя крестоносцами в 1204 году до женитьбы Ивана III на Софье Палеолог Русь была униатской. Это доказывалось, как обычно у Морозова: до XV века год в русских летописях начинался, как и в католических странах, в марте, а затем был принят, как у византийцев, в сентябре.
По мнению историка русской философии А. В. Малинова, Морозов в своём радикализме стремился выстроить историю как полноценную науку, точное знание на основе математики и астрономии. Такой подход не был уникальным в то время (этим занимался, к примеру, А. С. Лаппо-Данилевский), однако у Морозова не было методологии истории, исторической рефлексии — он сводил «историю истории» к расшифровке гороскопов в апокалиптическом контексте и разоблачению католических «фальсификаций». Свой проект он именовал «историологией», понимая под ней исследование преемственности развития исторической науки, основываясь на «достоверных психологических и эволюционных законах».
Интерес к «историологическим» воззрениям Н. А. Морозова был в 1970-е годы возрождён математиком Московского университета М. М. Постниковым и вслед за ним A. T. Фоменко и некоторыми их коллегами. В известной степени, в «Новой хронологии» получили дальнейшее развитие ключевые идеи Н. А. Морозова: радикальный отказ от всей предшествующей историографической традиции, отказ от сложившейся датировки событий и полный их пересмотр по астрономическим данным, отождествление исторических деятелей разных эпох. Тем не менее, сами представители «Новой хронологии» утверждали, что развитие их теории шло независимо от направления поисков Н. Морозова.

#### Историко-философское мышление Н. А. Морозова
По мнению А. В. Малинова, для мышления Николая Морозова, сформированного в Шлиссельбургской крепости, был характерен монологизм, изначально вызванный недостатком общения, это накладывалось на желание расправиться со «старой» наукой, так же, как революционер собирался покончить с отжившим своё царским режимом на фоне убеждённости в своей правоте, доходящей до фанатизма. Естественнонаучный позитивизм и рационализм у Морозова сочетались с народническим радикализмом и пантеистическим мистицизмом антихристианского толка. Поскольку интерес к этим сферам духовной жизни проявляли Ф. Э. Дзержинский и А. В. Луначарский, не приходится удивляться изданию морозовских сочинений в СССР. Разоблачения Морозовым христианства и связанной с ним историографии были созвучны поискам «нового религиозного сознания». С. Я. Лурье связывал гиперкритицизм Морозова со временем его становления как мыслителя. Кризис исторической науки того времени совпал со множеством разоблачений древних и средневековых поддельных текстов, многие из которых сохранялись в монастырях.
Знакомства Морозова с К. Циолковским и А. Чижевским не привели к корректировке его личных взглядов. Согласно Н. Морозову, жизнь представляет собой результат эволюции Вселенной, эволюция жизни — продолжение эволюции материи. Вершиной эволюции является человеческий разум. Иными словами, система Морозова была архаична, восходя к ренессансному антропоцентризму. Историком как таковым он не являлся ни по кругу интересов, ни по основной сфере интеллектуальной деятельности (физика, химия, математика). К собственно историческим проблемам (под которыми понимал в первую очередь летоисчисление) он пришёл, занимаясь теологическими вопросами, а именно, астрономической экзегезой Апокалипсиса, о чём писал матери из Шлиссельбурга 13 марта 1904 года. К русской истории он пришёл через чтение Четьих-Миней. В этом контексте А. Малинов обращал внимание на множественность совпадений источниковедческой концепции Морозова с программной статьёй С. С. Уварова «Продвигается ли вперёд историческая достоверность?», опубликованной дважды в 1850 году — в «Современнике» и «Москвитянине». Можно утверждать, что Морозов развивал основные подходы и мотивы, высказанные Уваровым, причём при совпадении логики и хода мыслей, выводы прямо противоположны. С. Уваров в своей статье постулировал сомнительность сведений, полученных о древней истории. Однако, если для бывшего министра история — предмет веры, то Морозов, признавая условность картины древней истории, приступил к поискам методов аналитической проверки фактов далёкого прошлого. Совпадали Уваров и Морозов в формуле: «История имела у древних одно общее происхождение с религией и поэзией». В своём труде об истории России (публиковавшемся в 2000 и 2007 годах), Н. А. Морозов сделал объектом своей критики клерикальную историографию, причём, как и Уваров, признавал XV век поворотной эпохой.
Для народника Морозова принципиально важно то, что человек может стремиться не только к истине, но и к её сознательному искажению. Абсолютизация им естественных факторов, особенно астрономических и метеорологических явлений, позволяла провести деидеологизацию истории (в русле равно позитивизма и политического радикализма), то есть отвергать исторические факты. Выявляя мистификации в истории, Морозов задавался вопросами: «Кому выгодна та или иная интерпретация истории? Чьи интересы отражает традиционная историография?» В результате он пришёл к идее тотальной фальсифицированности истории.
Позитивная часть программы Морозова включала осознание ценностей более значительного масштаба — Вселенной и сознание своей сознаваемости. Человек вновь обретал ценностное измерение, но не в статусе создания Творца, а как венец эволюции Вселенной. При этом ценностная часть философии Морозова с историей не соприкасалась, поскольку история для него означала диктат традиции и авторитета и требовала дальнейшего опровержения. Согласно А. В. Малинову, «трагедией Морозова как учёного» было то, что в 1920-е годы новая научная теория истории была создана в рамках марксизма-ленинизма, и дальнейшие его работы угрожали авторитету исторического материализма. «Новая хронология» Морозова как таковая ничего не дала для развития исторической науки — она была своего рода «работой над ошибками», в финале которой полагалось не «правильное решение», а полное изменение условий задачи, исходя из выявленных ошибок.

## Николай Морозов — литератор
В письме от 16 июня 1909 года, адресованном Л. Я. Круковской, Николай Александрович особо обращал внимание, что «главный источник моего существования — это литературный заработок». В первую очередь, публику привлекал революционный и тюремный опыт Морозова. Издательство «Заря», когда рассылало анкету известным людям своего поколения, включило в список Андрея Белого, Алексея Ремизова, Всеволода Мейерхольда, Мартироса Сарьяна, Александра Кизеветтера, — среди них был и Николай Морозов. О его известности свидетельствует тот факт, что Э. Юргенсон просил автограф писателя для своей коллекции, а портрет Николая Морозова был включён в юбилейный том, выпущенный в 1916 году к пятидесятилетию издательской деятельности И. Д. Сытина.
Н. А. Морозов был известен и общественной активностью в сфере литературы. Он состоял пожизненным членом Литературного фонда, членом Петроградского литературного общества и даже участником литературного суда чести.

### Поэзия
Безоблачно моё сегодня настроенье…

Безоблачна небес глубоких синева…

Я чувствую земли могучее движенье,

Я чувствую умов великое волненье,

И рвутся из души счастливые слова:

Немая ночь прошла! Уж близок час рассвета!

Уж буря разнесла сплошные облака!

Я слышу вольный звук всемирного привета,

Я чувствую душой, что близко царство света,

Что знанья и любви республика близка!
Поэтические произведения Н. А. Морозов создавал с юности. После 1877 года в нелегальных изданиях народовольцев, выпускаемых в Швейцарии и Англии, их охотно публиковали. Поэзия Морозова была пронизана социальными мотивами, пафосом влюблённости в революционную идею, уверенностью в правильности избранного пути, отчасти это поэзия народнической пропаганды. Проблематика стихотворений запечатлена в их названиях: «Проклятие!», «Цепи», «Борьба», «Светоч». Жанры разнообразны: зарисовки-воспоминания («В поезде»), дружеские послания («Друзьям из темницы», «Сквозь стену»), лирические монологи («Под поэтами телеграфистами»), надписи («Надпись на каземате»), посвящения («Друзьям», «Вере Фигнер», «Прости»), стихотворная сатира («Песня о Громове-генерале»). Обращался Морозов и к жанру поэмы («Встреча», проблематика и ритмико-стилистический строй которой восходил к поэме Н. А. Некрасова «Кому на Руси жить хорошо»). Большинство произведений Морозова носило автобиографический характер. Тюремную лирику Морозова отличает переживание оторванности от революционного дела («Проклятие! Пиши стихи в тюрьме, / Когда на воле ждёт не слово — дело!»), насыщенность романтической лексикой (ночь, ветер, луна, тернистая дорога, призывность интонаций («Сквозь стену»), агитационность, проявляющаяся в лозунговой ёмкости и лаконичности. Стихотворения, опубликованные в 1900-е годы, отличает прорыв в космические глубины («Полярная звезда», «В небесном пространстве», «Планеты»). Не отказываясь от социальной тематики, Н. Морозов уподоблял общественные процессы явлениям природы. Особую группу его текстов составляла так называемая «научная поэзия» (В. Брюсов именовал его основоположником научной лирики), в которой поэтически переосмысливались конкретные научные факты. Согласно Е. Г. Елиной, морозовское творчество претерпело существенную эволюцию. В поздних поэтических текстах происходит отказ от романтической риторики и воспевания абстрактных идеалов. Морозов сам осознавал слабости собственной поэзии: длинноты, архаические структуры, самоповторы. В его архиве обнаружены выписки из труда Н. Н. Шульговского «Теория и практика поэтического творчества. Технические начала стихосложения» (1914).
Поэтический разбор сборника «Звёздные песни» представил Н. С. Гумилёв:

Неужели в почтенные лета автора можно дебютировать книгой стихов, имея подобный запас образов, приёмов и закристаллизированных переживаний? Или это та научная поэзия, о которой столько говорят во Франции Ренэ Гиль и его сторонники? Нет, там всё построено на искании синтеза между наукой и искусством, а в стихах Николая Морозова мы не видим ни того ни другого. Одно великолепное презрение к стилю, издевательство над требованиями вкуса и полное непонимание задач стиха, столь характерные для русских поэтов-революционеров конца XIX столетия, да разве ещё шаблонность переживаний, тупость поэтического восприятия и бесцеремонность в обращении с вечными темами — вот стихи Морозова.— Аполлон. 1910. № 9. Июль–август. С. 37
Резко критически к поэзии Морозова отнёсся А. Блок («стихи… плохие, ещё гораздо хуже плещеевских») и даже В. Фигнер; из переписки самого Николая Александровича следовало, что в поэтической ценности своих произведений он не сомневался и на критику реагировал болезненно. В дальнейшем (по выражению Александра Чанцева) поэтические произведения Николая Александровича «оценивались, в общем, с оглядкой на его гражданский облик».

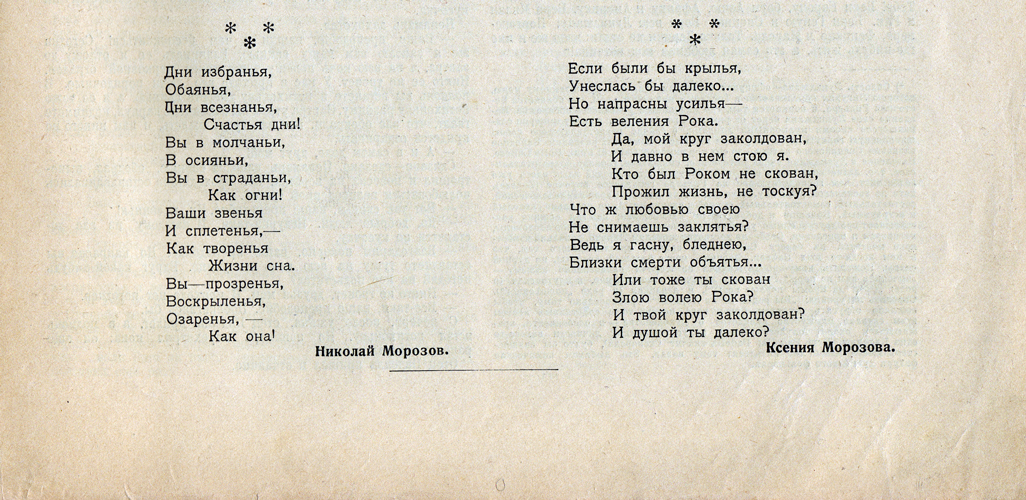
Семейный поэтический дуэт Морозовых в журнале «Нива» в 1918 году, № 36. Это первый номер «Нивы», свёрстанный в новой орфографии

После революции поэзия Морозова (полный корпус которой был издан кооперативным товариществом «Задруга» в 1920—1921 годах в двух томах) неожиданно привлекла деятелей круга ОБЭРИУ. Личный поэтический язык Морозова не подвергся влиянию качественного скачка в развитии национального поэтического языка, который свершился между 1882 и 1905 годом. В результате, по мнению И. Лощилова, «его поэтические сочинения, при известном версификационном мастерстве, связаны с …курьёзными поэтиками». Поэтический мир Морозова основывался на представлении о «двух науках»: «древней», наивной, сохранившейся лишь в формах оккультного «тайного знания», — и наследующей ей современной, «новой» науке, основанной на позитивном знании и способной к кардинальному преобразованию физического мира. Прямая связь зафиксирована между Морозовым, Хармсом, В. Кавериным и Заболоцким. В частности, стихотворение Заболоцкого «В лесу» 1935 года имеет источником «В химической лаборатории» Морозова.

«В лесу» — не подражание и не пародия, но своего рода поэтическая полемика, основанная на инверсии «первой» (созданной Творцом) и «второй» (создаваемой человеком, рукотворной) природы: Морозов, описывая лабораторию учёного, метафорически уподобляет «частицы»-атомы перелётным птицам; Заболоцкий описывает весенний пейзаж как лабораторию.

### Проза
Морозовские мемуарные тексты историк Валентина Твардовская (дочь А. Твардовского) характеризовала как «добротную русскую прозу». В содержательном отношении книга «Начало жизненного пути» (1906, полное издание под названием «Повести моей жизни» вышло 1918 году) тяготела к событийности, то есть в тексте почти нет «революционных будней», взамен которых внимание читателя акцентируется на выдающихся фактах и эпизодах жизненных событий автора. Морозов не стремился воссоздавать характеры и убеждения окружавших его революционеров. Поскольку к 1912 году, когда он писал основную часть своих воспоминаний, Морозов полностью пересмотрел свою идеологию и убеждения, они отражали именно данный конкретный этап его жизни. Хватало и ошибок памяти, отмеченных как товарищами (в том числе В. Фигнер), так и последующими исследователями. В мемуарах изложение было доведено только до раскола «Земли и воли», народовольческий период остался не описанным. В советское время воспоминания переиздавались семь раз.
Находясь в Шлиссельбургской крепости, Н. А. Морозов обратился к научной фантастике. В 1910 году он издал «На границе неведомого» — сборник «научных полуфантазий», написанных для развлечения товарищей по заключению. Они интересны как источник по личной космогонии, разрабатываемой Николаем Александровичем. Он развил в себе чувство «сопричастности к бытию Космоса», понимая это бытие как цепочку трансформаций «атомов-душ» и тем самым отрицал линейное время и границы между людьми, живой и мёртвой природой. Характеризуя эту философию (и личную религию Морозова), А. Чанцев отмечал, что в ней «причудливо проявлялись догадки о будущих открытиях релятивистской физики, элементы философского солипсизма, из-за слабой методологической проработки получавшего характер психологизирующего своеволия, а также свойственный социалистическому сознанию оптимизм, возводимый в ранг закона эволюции».

## Память и наследие
В 1922 году в честь революционера был назван рабочий посёлок Шлиссельбургского порохового завода. В честь 80-летнего юбилея в 1934 году вновь открытый астероид получил имя «Морозовия»; позднее в его честь назвали кратер на обратной стороне Луны. Именем Николая Морозова названы улицы в Раменском и Владивостоке. Постановлением главы администрации Ярославской области № 329 от 22 ноября 1993 года захоронение Николая Александровича Морозова и его жены Ксении Алексеевны Морозовой (скончалась в 1948 году) объявлено памятником регионального значения.
В 2020 году для канала НТВ был поставлен четырёхсерийный мини-сериал «Дед Морозов», основанный на легенде о снайперской деятельности Николая Александровича на фронте. В роли старого Николая Морозова — Аристарх Ливанов.
Личный архив Н. А. Морозова (фонд 543) хранится в Архиве Российской академии наук и включает 13 описей, содержащих 5293 дела, 135 746 листов архивных документов. Все документы оцифрованы и доступны всем пользователям портала АРАН. Главный многотомный труд Николая Александровича «Христос» был переиздан репринтным образом, далее увидели свет три тома, подготовленные им при жизни, но так и не напечатанные, а также не публиковавшаяся рукопись «Новый взгляд на историю Русского государства». Переиздавались также ранние книги «Христос или Рамзес?», «История возникновения Апокалипсиса».
Морозовская историография весьма обширна. В 1981 году вышел библиографический справочник, включающий полный перечень публикаций Н. А. Морозова, доведённый до 1979 года; биографическую статью написал академик С. Вольфкович, хорошо знавший Морозова при жизни. Ксения Морозова опубликовала биографию мужа к его 90-летию; книга была основана на некоторых первоисточниках, хотя и содержала сознательные подтасовки, призванные укрепить его репутацию учёного-универсала. В 1969 году обстоятельную биографию Николая Александровича выпустил директор его дома-музея в Борке Б. С. Внучков, и она получила высокие оценки рецензентов, в том числе в газете «Правда». Второе издание книги вышло в 1988 году. Советскую версию мифа о выдающемся революционере, который в неволе создал множество научных открытий, представил в своём романе-эссе «Память» В. Чивилихин. Современную биографию Н. А. Морозова, написанную племянницей И. Д. Папанина — Валентиной Александровной Романенко — издал в 2013 году музейный отдел Института биологии внутренних вод. В 2016 году вышла книга А. Шикмана «Николай Морозов. Мистификация длиною в век», посвящённая, преимущественно, критике его работ и исследованию создания морозовского мифа в СССР и постсоветской России.

## Публикации
- Морозов Н. А. Террористическая борьба. — Лондон: Рус. тип., 1880. — 14 с.
- Морозов Н. А. Откровение в грозе и буре: История возникновения Апокалипсиса: С 62 рис. и снимками с древ. астрон. карт Пулк. обсерватории / Николай Морозов. —- [Санкт-Петербург]: Ред. журн. «Былое», 1907. — X, 304, с.
- Морозов Н. А. Периодические системы строения вещества: Теория образования химических элементов Архивная копия от 15 сентября 2019 на Wayback Machine. — М.: Изд. т-ва И. Д. Сытина, 1907. — 437 с.: ил., табл.
- Морозов Н. А. Основы качественного физико-математического анализа и новые физические факторы, обнаруживаемые им в различных явлениях природы / Николай Морозов. — М.: т-во И. Д. Сытина, 1908. — XII, 402, [1] с., 4 л. табл.: ил.
- Морозов Н. А. Законы сопротивления упругой среды движущимся телам. — СПб.: тип. «Т-ва худож. печати», 1908. — 66, [2] с.
- Морозов Н. А. В поисках философского камня. — СПб.: Обществ. польза, 1909. — 300, [3] с., 147 ил., портр., 6 л. табл.
- Под сводами: Сб. повестей, стихотворений и воспоминаний, написанных заключёнными в старой Шлиссельбург. крепости, сост. Н. Морозовым. — М.: кн. маг. «Звено», 1909. — 305, [2] с.
- Морозов Н. А. Звёздные песни. М.: Скорпион, 1910. — 190 с.
- Морозов Н. А. Письма из Шлиссельбургской крепости. — СПб.: Изд-во М. Аверьянова, 1910. — 268, [2] с.: ил., 1 л. портр. Рисунки художника М. Соломонова.
- Морозов Н. А. На границе неведомого. В мировом пространстве. Научные полуфантазии. — М.: Звено, 1910. — 192 с.
Переизд.: М.: Книговек, 2013. — 224 с. ISBN 978-5-4224-0716-3
- Морозов Н. А. Функция: Наглядное изложение дифференциального и интегрального исчисления и некоторых его приложений к естествознанию и геометрии: Руководство к самостоятельному изучению высшего математического анализа Архивная копия от 13 сентября 2019 на Wayback Machine. — СПб.; Киев: Сотрудник, 1912. — XII, 464 с.
- Морозов Н. А. Лингвистические спектры: Средство для отличения плагиатов от истин. произведений того или др. известного авт. Архивная копия от 19 марта 2017 на Wayback Machine — Петроград : тип. Имп. Акад. наук, 1916. — [2], 42 с.
- Морозов Н. А. Семь дней революции! События в Москве. Дневник очевидца. 1917 г. Архивная копия от 24 мая 2020 на Wayback Machine — [М.], 1917. — 16 с.
- Морозов Н. А. Звёздные песни: Первое полное издание всех стихотворений до 1919 г.: В 2 кн. М.: Задруга, 1920—1921. Кн. 1. — 1920. — 190 с.; Кн. 2. — 1921. — 206 с.
- Морозов Н. А. Принцип относительности и абсолютное : Этюд из области проявлений волнообразного движения Архивная копия от 10 сентября 2019 на Wayback Machine / Николай Морозов. — Пб.: Гос. изд-во, 1920. — 88 с.
- Морозов Н. А. Христос. История человечества в естественнонаучном освещении: тт. 1—7. — М.; Л.: Госиздат, 1924—1932; 2-е изд. — М.: Крафт+, 1998—2002.
- Морозов Н. А. История изучения вселенной / Под ред. и с дополнениями Николая Морозова, директора Гос. науч. ин-та им. Лесгафта и председ. Русск. о-ва любителей мироведения. М.-Л.: [изд-во П. П. Сойкина], 1928. — 80 с.
Переизд.: Екатеринбург: Издательские решения, 2019. — 163 с. — ISBN 978-5-4496-3046-9
- Морозов Н. А. Повести моей жизни / ред., прим. [и предисл.] С. Я. Штрайха. — М. : Акад. наук СССР, 1947. — Т. 1. — 503 с. — (Акад. наук СССР. Науч.-попул. серия. Мемуары).[Прим. 12]
- Морозов Н. А. Повести моей жизни. Т. 2 / почётный акад. Н. А. Морозов; ред. и примеч. С. Я. Штрайха. — М.: Акад. наук СССР, 1947. — 555 с. : 3 л. ил. — (Акад. наук СССР. Науч.-попул. серия. Мемуары).
- Морозов Н. А. Повести моей жизни. Т. 3 / почётный акад. Н. А. Морозов; ред. и примеч. С. Я. Штрайха. — М.: Акад. наук СССР, 1947. — 415 с.: 3 л. ил. — (Акад. наук СССР. Науч.-попул. серия. Мемуары).
- Морозов Н. А. Повести моей жизни: Мемуары / Предисл., ред. и примеч. С. Штрайха ; Послесл. Б. П. Козьмина. — М. : Наука, 1965. — Т. 1. — 407 с.
- Морозов Н. А. Повести моей жизни: Мемуары / Предисл., ред. и примеч. С. Штрайха ; Послесл. Б. П. Козьмина. — М. : Наука, 1965. — Т. 2. — 702 с.
- Морозов Н. А. Новый взгляд на историю Русского государства Архивная копия от 9 января 2022 на Wayback Machine. — СПб.: Издательство Санкт-Петербургского университета, 2007 ISBN 978-5-288-04401-4
- Морозов Н. А. Сборник произведений : художественная литература. — М.: Директ-Медиа, 2014. — 107 с. ISBN 978-5-4475-3246-8

### Комментарии
1. ↑  Семейный некрополь Щепочкиных располагался в Афанасьевском женском монастыре Мологского уезда; по надгробиям может быть установлена генеалогия. Даты жизни отца Морозова: родился 7 октября 1832 года — скончался 24 марта 1886 года[8].
2. ↑  У Николая Морозова был брат Пётр и пятеро сестёр, все из которых были замужем: Екатерина Зыкова, Надежда Грушецкая, Аграфена Франция, Вера Захарова, Варвара Мясищева. Никто из них не пережил Николая Александровича. Племянник Александр, сын брата Петра, скончался во время ленинградской блокады[19].
3. ↑  Элпидин Михаил Константинович (1835—1908) — деятель вольной русской печати. С 1866 года организовал в Женеве русскую типографию, издавал журналы «Подпольное слово», «Современность», «Народное дело». Опубликовал более 200 книг, в том числе первое отдельное издание романа «Что делать?» (1867) и сборник сочинений Н. Г. Чернышевского (1868—1870), запрещённые цензурой произведения М. Е. Салтыкова-Щедрина, Л. Н. Толстого и др.[42]
4. ↑  Обыкновенно в биографиях Н. Морозова и в его библиографии ему приписывается статья «Литературная злоба дня», напечатанная в 1877 году в «Отечественных записках»[46]. Однако она принадлежала критику М. Протопопову, который публиковался под псевдонимом Н. Морозов[52][53][54].
5. ↑  Передвижной музей наглядных пособий был создан в Петербурге в 1894 году при Постоянной комиссии по техническому образованию Русского технического общества. При музее имелись мастерские, которые делали учебные пособия для просветительских и образовательных учреждений, действовал склад, где можно было заказать необходимые материалы[99]. После освобождения главой музея стал М. В. Новорусский[100].
6. ↑  Надежда Тэффи и Фёдор Сологуб однажды занялись определением «метафизического возраста общих знакомых. Установили, что у каждого человека кроме его реального возраста есть ещё другой, вечный, метафизический. Например, старику шлиссельбуржцу Морозову мы сразу согласно определили 18 лет»[116].
7. ↑  Толстой также был недоволен общением с Морозовым. Он заявил, что «…начал… говорить серьёзно, то есть о тщетности науки, о её вреде, но видел, что это ему неинтересно, потом стал его спрашивать. Такие люди науки, как он, по природе добрые, притом живут бессознательно праведно — и не беда…»[125].
8. ↑  Под «мировой химией» Морозов понимал преподавание химической науки как частного случая общей химической эволюции небесных светил[131].
9. ↑  По состоянию на 1933 год жалованье директора Морозова составляло 275 рублей в месяц, не считая персональной пенсии в 300 рублей; необходимые съестные припасы доставлялись из «Борка»[186].
10. ↑  В Архиве РАН сохранилось «Удостоверение Блюменау Владимира Леонтьевича, выданное ему научным институтом имени П. Ф. Лесгафта в зачислении его научным сотрудником лаборатории прикладной астрономии Института», то есть личного отдела Морозова, в 1934 году (АРАН. Ф. 543. Оп. 5. Д. 15.)[196].
11. ↑  Официально «Дом отдыха и труда» был открыт в 1935 году и прекратил существование через три года из-за плохого управления и конфликтов администрации с Морозовым. Из-за создания Рыбинского водохранилища Николай Александрович предложил разместить в имении научную базу для исследования изменений климата и экосистем. Официально это было оформлено в 1939 году как филиал Северной базы АН СССР[198].
12. ↑  «Повести моей жизни» многократно переиздавались: в 1916—1918 годах (кооперативное товарищество «Задруга»), в 1928 году (Госиздат), в 1933—1934 годах (Всес. о-во политкаторжан и ссыльно-поселенцев). Академия наук СССР публиковала мемуары Морозова в 1947, 1961, 1962 и 1965 годах.

### Первоисточники
- Круковская Л. Я. Н. А. Морозов : Очерк жизни и деятельности. — Петроград : Петрогр. сов. р. и к. д., 1919. — 80 с.
- Николай Морозов: Краткий очерк научной и литературной деятельности : Curriculum vitae, представленный министру народного просвещения при старом режиме.... — Петроград : Тип. Т-ва Пгр. печ. произв. И. Р. Белопольского и Ко, 1918. — 23 с.
- Морозова К. А. Николай Александрович Морозов.. — М.—Л. : Изд. АН СССР, 1944. — 48 с.
- Новорусский М. В. Собрание сочинений. — Б. м., 2020. — Т. I, книга 1: Шлиссельбург. — 496 с.
- Новорусский М. В. Собрание сочинений. — Б. м., 2020. — Т. I, книга 2: Шлиссельбург. — 432 с.
- Фигнер В. Николай Александрович Морозов // Галерея шлиссельбургских узников. Ч. I / Под ред. Н. Ф. Анненского, В. Я. Богучарского [и др]. — СПб. : тип. Стасюлевича, 1907. — С. 96—107. — XIV, 298 с.

### Статьи и монографии
- Бакиев А. Г. Истоки института экологии Волжского бассейна РАН: Николай Александрович Морозов (к 70-летию со дня смерти) // Самарская Лука: проблемы региональной и глобальной экологии. — 2016. — Т. 25, № 3. — С. 183—189.
- Бронштэн В. А. Н. А. Морозов — предтеча творцов «новой хронологии» // Вопросы истории. — 1998. — № 6. — С. 168—173.
- Будницкий О. В. Терроризм в российском освободительном движении. Идеология, этика, психология. Вторая половина XIX — начало XX в.. — М. : Российская политическая энциклопедия (РОССПЭН), 2000. — 399 с. — ISBN 5-8243-0118-2.
- Буря В. Хабаровские письма «русского графа Монте-Кристо»: К 160-летию Н. А. Морозова, революционера-народника // Молодой дальневосточник. — 2014. — № 28. — С. 8.
- Внучков Б. С. Узник Шлиссельбурга: О жизни и деятельности Н. А. Морозова. — Ярославль : Верхне-Волжское книжное издательство, 1988. — 158 с.
- Внучков Б. С. С. И. Вавилов и Н. А. Морозов // Сергей Иванович Вавилов. Очерки и воспоминания. — 3-е изд. — М. : Наука, 1991. — С. 311—315.
- Вольфкович С. И. Личность : Николай Морозов — учёный и революционер // Химия и жизнь. — 1975. — № 10. — С. 4—10.
- Елина Е. Г. Морозов Николай Александрович // Русские писатели: Биобиблиографический словарь / Под ред. П. А. Николаева. — М. : Просвещение, 1990. — Т. 2: М—Я. — С. 51—54.
- Кузьмин А. Н. Из жизни томского студента: письма К. К. Белкина к народовольцу Н. А. Морозову (1916 г.) // Вестник Томского государственного университета. — 2016. — № 411. — С. 78—83. — doi:10.17223/15617793/411/11.
- Лощилов И. Е. «Была ему звёздная книга ясна…» (Н. А. Заболоцкий и Н. А. Морозов: заметки к теме) // Культура и текст: Научный электронный журнал. — 2014. — № 2 (17). — С. 174—194.
- Малинов А. В. Исторический нигилизм Н. А. Морозова // Морозов Н. А. Новый взгляд на историю Русского государства. — СПб. : Изд-во С.-Петерб. ун-та, 2007. — С. 3—20. — 572 с. — ISBN 978-5-288-04401-4.
- Николай Александрович Морозов (1854—1946) / Вступит. статья С. И. Вольфковича; Библиогр. сост. В. Б. Бирюковым и др. — М. : Наука, 1981. — 95 с. — (Материалы к биобиблиографии ученых СССР. Сер. хим. наук; Вып. 64).
- Николай Александрович Морозов — ученый-энциклопедист : [Сб. статей] / Отв. ред. Ю. И. Соловьёв. — М. : Наука, 1982. — 264 с.
- Озеров В. С. Н. А. Морозов. — Л. : Лениздат, 1966. — 36 с. — На обл.: Узники Петропавл. крепости.
- Процесс 20-ти народовольцев в 1882 году / С предисл. и примеч. В. Я. Богучарского. — Ростов на Дону : электропечатня А. И. Тер-Абрамиан, 1906. — 122 с. — (Русская историческая библиотека; № 10).
- Романенко В. А. Н. А. Морозов. Портрет на фоне эпохи. — Ярославль : Принтхаус-Ярославль, 2013. — 198 с. — 250 экз. — ISBN 978-5-904234-39-3.
- Соловьёв Ю. И. Новые данные к научной биографии Н. А. Морозова // Природа. — 1969. — № 7. — С. 70—71.
- Твардовская В. А.. Н. А. Морозов в русском освободительном движении. — М. : Наука, 1983. — 190 с. — (Научно-биографическая литература).
- Твардовская  В. А. Николай Морозов: от революционера-террориста к учёному-эволюционисту // Отечественная история. — 2003. — № 2. — С. 50—72.
- Троицкий Н. А. Народная воля перед царским судом. — Саратов : Издательство Саратовского университета, 1983. — 428 с.
- Троицкий Н. А. Крестоносцы социализма. — Саратов : Изд-во Сарат. ун-та, 2002. — 372 с. — ISBN 5-292-02815-0.
- Чанцев А. В. Морозов Николай Александрович // Русские писатели 1800—1917: Биограф. словарь / Гл. ред. П. А. Николаев. — М. : Большая Российская энциклопедия, 1999. — Т. 4: М—П. — С. 136—139. — 704 с. — ISBN 5-85270-256-0.
- Шикман А. П. Николай Морозов. Мистификация длиною в век. — М.: Весь Мир, 2016. — 288 с. — ISBN 978-5-7777-0623-3.
- Шмидт С. О. «Феномен Фоменко» в контексте изучения современного общественного исторического сознания. — М. : Наука, 2005. — 73 с. — ISBN 5-02-034985-2.

### Публикации сторонников «Новой хронологии»
- Баранец Н. Г., Верёвкин А. Б. Историко-науковедческий проект Н. А. Морозова // Социология науки и технологий. — 2019. — Vol. 10, no. 1. — С. 17—29. — doi:10.24411/2079-0910-2019-10002.
- Валянский С. И., Недосекина И. С. Отгадчик тайн, поэт и звездочет: о жизни и творчестве русского ученого-энциклопедиста Н. А. Морозова (1854—1946). — М. : Крафт+, 2004. — 780 с. — На тит. л. и обл.: К 150-летию Н. А. Морозова. — ISBN 5-93675-078-7.
- Валянский С., Недосекина И. Четыре встречи. Жизнь и наследие Николая Морозова. — М. : ACT, 2006. — 639 с. — (Историческая библиотека). — ISBN 5-17-036385-0.
- Верёвкин А. Б., Баранец Г. Н. Историология Н. А. Морозова в контексте положения в исторической науке в начале XX века // Симбирский научный вестник. — 2013. — № 3(13). — С. 103—113.

### На европейских языках
- Bobrovnikoff N. T. Pseudo-Science and Revelation :  [англ.] // Popular Astronomy[англ.]*. — 1941. — Vol. 49. — P. 251—257.
- Kissell M. S. (summarized). The Revelation in Storm and Thunder :  [англ.] // Popular Astronomy. — 1940. — Vol. 48. — P. 537—549.
- Kissell M. S. (summarized). The Revelation in Storm and Thunder (continued) :  [англ.] // Popular Astronomy. — 1941. — Vol. 49. — P. 13—24.
- Touchet E. Société Astronomique de France: Séance du 6 Mai 1908 :  [фр.] // Bulletin de la Societe Astronomique de France et Revue Mensuelle d'Astronomie, de Meteorologie et de Physique du Globe. — 1908. — Vol. 22. — P. 258—267.